# Список птахів Австрії
Список птахів Австрії — перелік видів птахів, які були зареєстровані в дикому стані в Австрії. Список складено згідно з даними Авіфауністичної комісії Австрії (Avifaunistische Kommission, AFK) із додатковими доповненнями від Avibase. Станом на грудень 2022 року налічують 455 види птахів, що спостерігалися в Австрії, з них 9 видів були завезені людиною, а 18 видів не були зареєстровані в дикій природі з 1950 року. 216 видів регулярно розмножуються, ще 89 видів регулярно зустрічаються без розмноження, а 102 види вважаються випадковими бродягами.
Таксономічна обробка цього списку (позначення та послідовність рядів, родин і видів) і номенклатура (наукові назви) ґрунтується на «Контрольному списку птахів світу Клементса», видання 2022 року.

## Позначки
Теги, що використовуються для виділення охоронного статусу кожного виду за оцінками МСОП:
| EX | Extinct               | Зниклий                          |
| CR | Critically Endangered | Перебуває під критичною загрозою |
| EN | Endangered            | Перебуває під загрозою           |
| VU | Vulnerable            | Уразливий                        |
| NT | Near Threatened       | Близький до загрозливого стану   |
| LC | Least Concern         | У найменшій загрозі              |
| DD | Data Deficient        | Відомості недостатні             |
| NE | Not Evaluated         | Види з недослідженим статусом    |

## Ряд Гусеподібні (Anseriformes)
Ряд включає лебедів, гусей та качок. Представники ряду мають перетинчасті лапи, вони пристосовані до водного способу життя. Ряд містить близько 170 видів, з них на території країни трапляється 46 видів.

### Родина Качкові (Anatidae)
| Українська назва                | Німецька назва        | Латинська назва           | Автор таксона     | Статус МСОП | Поширення в Австрії | Зображення |
| Ряд: Гусеподібні (Anseriformes) |                       |                           |                   |             | |            |
| Родина: Качкові (Anatidae)      |                       |                           |                   |             | |            |
| Казарка чорна                   | Ringelgans            | Branta bernicla           | Linnaeus, 1758    | LC          | нерегулярний зимовий гість |            |
| Казарка червоновола             | Rothalsgans           | Branta ruficollis         | Pallas, 1769      | VU          | рідкісний залітний з Сибіру |            |
| Казарка канадська               | Kanadagans            | Branta canadensis         | (Linnaeus, 1758)  | LC          | трапляється як мігрант, зафіксовані рідкісні гніздування                                                                                           |            |
| Казарка білощока                | Weißwangengans        | Branta leucopsis          | (Linnaeus, 1758)  | LC          | трапляється на зимівлі на Балтійському морі, зафіксовані рідкісні гніздування                                                                      |            |
| Гуска сіра                      | Graugans              | Anser anser               | Latham, 1790      | LC          | поширений на півночі та сході країни, численний під час зимівлі (наприклад на озері Нойзідлер зимують десятки тисяч птахів)                        |            |
| Гуменник                        | Waldsaatgans          | Anser fabalis             | Latham, 1787      | LC          | зимує в Альпах на заході Австрії |            |
| Гуменник короткодзьобий         | Kurzschnabelgans      | Anser brachyrhynchus      | Baillon, 1834     | LC          | рідкісний бродяга |            |
| Гуменник тундровий              | Tundrasaatgans        | Anser serrirostris        | Gould, 1852       | LC          | рідкісний бродяга |            |
| Гуска білолоба                  | Blässgans             | Anser albifrons           | Scopoli, 1769     | LC          | під час міграцій |            |
| Гуска мала                      | Zwerggans             | Anser erythropus          | Linnaeus, 1758    | VU          | під час міграцій |            |
| Лебідь чорний                   | Schwarzschwan         | Cygnus atratus            | (Latham, 1790)    | LC          | У Відні на Старому Дунаї існувало сформоване населення з 1950-х до 1990-х років.                                                                   |            |
| Лебідь-шипун                    | Höckerschwan          | Cygnus olor               | Gmelin, 1789      | LC          | звичайний осілий вид |            |
| Лебідь американський            | Zwergschwan           | Cygnus columbianus        | Ord, 1815         | LC          | зимовий гість |            |
| Лебідь-кликун                   | Singschwan            | Cygnus cygnus             | Linnaeus, 1758    | LC          | на зимівлі |            |
| Каргарка нільська               | Nilgans               | Alopochen aegyptiaca      | (Linnaeus, 1766)  | LC          | інтродукований в долині Дунаю |            |
| Галагаз звичайний               | Brandgans             | Tadorna tadorna           | Linnaeus, 1758    | LC          | рідкісні гніздування на великих озерах |            |
| Огар                            | Rostgans              | Tadorna ferruginea        | Pallas, 1764      | LC          | зареєстровано як дикого птаха до 1950 року, з тих пір, ймовірно, як птах-гость із встановлених, інтродукованих гніздових популяцій в інших країнах |            |
| Мандаринка                      | Mandarinente          | Aix galericulata          | (Linnaeus, 1758)  | LC          | інтродукований |            |
| Чирянка велика                  | Knäkente              | Anas querquedula          | Linnaeus, 1758    | LC          | зафіксовано нечисленні гніздування |            |
| Чирянка блакитнокрила           | Blauflügelente        | Spatula discors           | Linnaeus, 1766    | LC          | рідкісний залітний з Америки |            |
| Широконіска північна            | Löffelente            | Anas clypeata             | Linnaeus, 1758    | LC          | рідкісні гніздування, 160-330 гніздових пар |            |
| Нерозень                        | Schnatterente         | Anas strepera             | Linnaeus, 1758    | LC          | озеро Нойзідлер |            |
| Качка далекосхідна              | Sichelente            | Anas falcata              | (Georgi, 1775)    | NT          | рідкісний бродяга |            |
| Свищ                            | Pfeifente             | Anas penelope             | Linnaeus, 1758    | LC          | під час міграцій та на зимівлі |            |
| Свищ американський              | Kanadapfeifente       | Anas americana            | (Gmelin, 1789)    | LC          | рідкісний залітний |            |
| Крижень                         | Stockente             | Anas platyrhynchos        | Linnaeus, 1758    | LC          | численний осілий птах |            |
| Шилохвіст                       | Spießente             | Anas acuta                | Linnaeus, 1758    | LC          | рідкісні гніздування на сході країни |            |
| Чирянка мала                    | Krickente             | Anas crecca               | Linnaeus, 1758    | LC          | фрагментарно, від 70 до 120 пар |            |
| Чирянка американська            | Carolinakrickente     | Anas carolinensis         | Gmelin, 1789      | LC          | залітний з Америки |            |
| Чернь червонодзьоба             | Kolbenente            | Netta rufina              | Pallas, 1773      | LC          | фрагментарний ареал, від 150 до 250 пар |            |
| Попелюх                         | Tafelente             | Aythya ferina             | Linnaeus, 1758    | LC          | гніздиться з 1950-х років, 200-300 пар, найбільше на озері Нойзідлер                                                                               |            |
| Чернь білоока                   | Moorente              | Aythya nyroca             | Güldenstädt, 1770 | NT          | трапляється під час міграцій, з 1990-х гніздиться на озері Нойзідлер                                                                               |            |
| Чернь канадська                 | Ringschnabelente      | Aythya collaris           | Donovan, 1809     | LC          | рідкісний мігрант |            |
| Чернь чубата                    | Reiherente            | Aythya fuligula           | Linnaeus, 1758    | NT          | досить поширений |            |
| Чернь морська                   | Bergente              | Aythya marila             | Linnaeus, 1758    | LC          | є лише спорадичним або місцевим гніздовим птахом і літнім гостем, частий під час зимівлі                                                           |            |
| Гага звичайна                   | Eiderente             | Somateria mollissima      | Linnaeus, 1758    | LC          | у 1982 році зафіксовано гніздування на озері Целлерзее                                                                                             |            |
| Каменярка                       | Kragenente            | Histrionicus histrionicus | (Linnaeus, 1758)  | LC          | рідкісний бродяга, але це можуть птахи, що втекли з неволі                                                                                         |            |
| Турпан                          | Samtente              | Melanitta fusca           | Linnaeus, 1758    | LC          | зимує в долині Дунаю |            |
| Синьга                          | Trauerente            | Melanitta nigra           | Linnaeus, 1758    | LC          | під час міграцій, зрідка зимує |            |
| Морянка                         | Eisente               | Clangula hyemalis         | Linnaeus, 1758    | VU          | під час міграцій, зрідка зимує |            |
| Гоголь                          | Schellente            | Bucephala clangula        | Linnaeus, 1758    | LC          | фрагментарно поширений |            |
| Крех малий                      | Zwergsäger            | Mergellus albellus        | Linnaeus, 1758    | LC          | на зимівлі |            |
| Крех великий                    | Gänsesäger            | Mergus merganser          | Linnaeus, 1758    | LC          | спорадично гніздиться |            |
| Крех середній                   | Mittelsäger           | Mergus serrator           | Linnaeus, 1758    | LC          | під час міграцій |            |
| Савка американська              | Schwarzkopf-Ruderente | Oxyura jamaicensis        | Gmelin, 1789      | LC          | залітний з неозоїв в Німеччині |            |
| Савка білоголова                | Weißkopf-Ruderente    | Oxyura leucocephala       | Gmelin, 1789      | EN          | рідкісний залітний |            |

## Ряд Куроподібні (Galliformes)
Широко поширений ряд птахів. У куроподібних міцні лапи, пристосовані для швидкого бігу і риття землі. Літати вміють не всі курячі та, в кращому випадку, лише на невеликі відстані. Відомо близько 250 видів, з них у фауні Австрії зареєстровано 8 видів.

### Родина Фазанові (Phasianidae)
| Українська назва               | Німецька назва  | Латинська назва     | Автор таксона   | Статус МСОП | Поширення в Австрії                               | Зображення |
| Ряд: Куроподібні (Galliformes) |                 |                     |                 |             |                                                   |            |
| Родина: Фазанові (Phasianidae) |                 |                     |                 |             |                                                   |            |
| Орябок                         | Haselhuhn       | Tetrastes bonasia   | Linnaeus, 1758  | LC          | досить поширений в горах                          |            |
| Куріпка тундрова               | Alpenschneehuhn | Lagopus muta        | Montin, 1781    | LC          | досить поширений в горах                          |            |
| Глушець                        | Auerhuhn        | Tetrao urogallus    | Linnaeus, 1758  | LC          | у гірських районах, 25 000 особин                 |            |
| Тетерук                        | Birkhuhn        | Tetrao tetrix       | Linnaeus, 1758  | LC          | у гірських районах, 26 000 особин                 |            |
| Куріпка сіра                   | Rebhuhn         | Perdix perdix       | Linnaeus, 1758  | LC          | досить поширений, від 6000 до 12000 гніздових пар |            |
| Фазан звичайний                | Jagdfasan       | Phasianus colchicus | Linnaeus, 1758  | LC          | інтродукований на мисливські угіддя               |            |
| Перепілка звичайна             | Wachtel         | Coturnix coturnix   | Linnaeus, 1758  | LC          | досить поширений                                  |            |
| Кеклик червононогий            | Steinhuhn       | Alectoris graeca    | (Meisner, 1804) | LC          | в Альпах                                          |            |

## Ряд Дрімлюгоподібні (Caprimulgiformes)
Дрімлюги — це середні нічні птахи, які зазвичай гніздяться на землі. У них є довгі крила, короткі ноги і дуже короткі дзьоби. Відомо 86 видів дрімлюг, з яких один вид поширений в Австрії.

### Родина Дрімлюгові (Caprimulgidae)
| Українська назва                        | Німецька назва | Латинська назва       | Автор таксона  | Статус МСОП | Поширення в Австрії                           | Зображення |
| Ряд: Дрімлюгоподібні (Caprimulgiformes) |                |                       |                |             |                                               |            |
| Родина: Дрімлюгові (Caprimulgidae)      |                |                       |                |             |                                               |            |
| Дрімлюга звичайний                      | Ziegenmelker   | Caprimulgus europaeus | Linnaeus, 1758 | LC          | поширений гніздовий птах у низовинних районах |            |

## Ряд Серпокрильцеподібні (Apodiformes)
Відомо 341 вид серпокрильцеподібних, з них в Австрії спостерігалося два види.

### Родина Серпокрильцеві (Apodidae)
| Українська назва                       | Німецька назва | Латинська назва    | Автор таксона  | Статус МСОП | Поширення в Австрії | Зображення |
| Ряд: Серпокрильцеподібні (Apodiformes) |                |                    |                |             |                     |            |
| Родина: Серпокрильцеві (Apodidae)      |                |                    |                |             |                     |            |
| Серпокрилець білочеревий               | Alpensegler    | Tachymarptis melba | Linnaeus, 1758 | LC          | гніздиться в Альпах |            |
| Серпокрилець чорний                    | Mauersegler    | Apus apus          | Linnaeus, 1758 | LC          | повсюдно            |            |

## Ряд Дрохвоподібні (Otidiformes)
Великі, міцні птахи відкритих рівнин з довгими ногами, шиєю та сильними ногами. В країні зареєстровано три види.

### Родина Дрохвові (Otididae)
| Українська назва                 | Німецька назва      | Латинська назва        | Автор таксона  | Статус МСОП | Поширення в Австрії                                                               | Зображення |
| Ряд: Дрохвоподібні (Otidiformes) |                     |                        |                |             |                                                                                   |            |
| Родина: Дрохвові (Otididae)      |                     |                        |                |             |                                                                                   |            |
| Дрохва євразійська               | Großtrappe          | Otis tarda             | Linnaeus, 1758 | VU          | рідкісний птах, що охороняється; у 2016 році в Австрії було нараховано 495 дрохв. |            |
| Джек східний                     | Steppenkragentrappe | Chlamydotis macqueenii | (Gray, 1834)   | VU          | рідкісний бродяга                                                                 |            |
| Хохітва                          | Zwergtrappe         | Tetrax tetrax          | Linnaeus, 1758 | NT          | розмножуватися у 19 столітті, але зараз рідкісний бродяга                         |            |

## Ряд Зозулеподібні (Cuculiformes)
Це птахи середнього розміру з тонкими тілами, довгими хвостами і сильними ногами. У зозуль відомий гніздовий паразитизм. Відомо 138 видів, з них в Австрії — 2 види.

### Родина Зозулеві (Cuculidae)
| Українська назва                  | Німецька назва | Латинська назва     | Автор таксона  | Статус МСОП | Поширення в Австрії                  | Зображення |
| Ряд: Зозулеподібні (Cuculiformes) |                |                     |                |             |                                      |            |
| Родина: Зозулеві (Cuculidae)      |                |                     |                |             |                                      |            |
| Зозуля чубата                     | Häherkuckuck   | Clamator glandarius | Linnaeus, 1758 | LC          | рідкісний бродяга з Північної Африки |            |
| Зозуля звичайна                   | Kuckuck        | Cuculus canorus     | Linnaeus, 1758 | LC          | повсюдно влітку                      |            |

## Ряд Рябкоподібні (Pterocliformes)
Поширені в посушливих степах і напівпустелях Євразії і Африки. Представники цього ряду дуже схожі між собою за зовнішнім виглядом та поведінкою. Є об'єктом полювання. Відомо 16 видів, з яких один вид спостерігався в Австрії.

#### Родина Рябкові (Pteroclidae)
| Українська назва                   | Німецька назва  | Латинська назва      | Автор таксона | Статус МСОП | Поширення в Австрії     | Зображення |
| Ряд: Рябкоподібні (Pterocliformes) |                 |                      |               |             |                         |            |
| Родина: Рябкові (Pteroclidae)      |                 |                      |               |             |                         |            |
| Саджа звичайна                     | Steppenflughuhn | Syrrhaptes paradoxus | Pallas, 1773  | LC          | рідкісний залітний птах |            |

## Ряд Голубоподібні (Columbiformes)
Голуби — це дрібні птахи із міцною тілобудовою та короткою шиєю. Харчуються насінням, плодами. Відомо 344 види, з них на території Австрії трапляються 6 видів.

### Родина Голубові (Columbidae)
| Українська назва                   | Німецька назва    | Латинська назва         | Автор таксона     | Статус МСОП | Поширення в Австрії                                                   | Зображення |
| Ряд: Голубоподібні (Columbiformes) |                   |                         |                   |             |                                                                       |            |
| Родина: Голубові (Columbidae)      |                   |                         |                   |             |                                                                       |            |
| Голуб сизий                        | Straßentaube      | Columba livia           | Gmelin, 1789      | LC          | досить поширений у містах                                             |            |
| Голуб-синяк                        | Hohltaube         | Columba oenas           | Linnaeus, 1758    | LC          | по всій країні                                                        |            |
| Припутень                          | Ringeltaube       | Columba palumbus        | Linnaeus, 1758    | LC          | досить поширений гніздовий птах, в урбанізованих районах осілий       |            |
| Горлиця звичайна                   | Turteltaube       | Streptopelia turtur     | Linnaeus, 1758    | LC          | досить поширений, рідкісний на заході країни; 4000-5000 гніздових пар |            |
| Горлиця велика                     | Orientturteltaube | Streptopelia orientalis | Latham, 1790      | LC          | рідкісний залітний                                                    |            |
| Горлиця садова                     | Türkentaube       | Streptopelia decaocto   | Frivaldszky, 1838 | NT          | досить поширений, вперше зареєстрований у 1946 році                   |            |

## Ряд Журавлеподібні (Gruiformes)
Великий ряд різноманітних за зовнішнім виглядом, особливостями внутрішньої будови і способу життя птахів. Переважно болотні і наземні птахи, рідше ті, що гніздяться на деревах. Відомо близько 190 видів, з них у фауні Австрії спостерігалося 10 видів.

### Родина Пастушкові (Rallidae)
| Українська назва                 | Німецька назва  | Латинська назва     | Автор таксона  | Статус МСОП | Поширення в Австрії                                                                | Зображення |
| Ряд: Журавлеподібні (Gruiformes) |                 |                     |                |             |                                                                                    |            |
| Родина: Пастушкові (Rallidae)    |                 |                     |                |             |                                                                                    |            |
| Пастушок                         | Wasserralle     | Rallus aquaticus    | Linnaeus, 1758 | LC          | звичайний птах, що гніздиться у водно-болотних угіддях від низин до середньогір'їв |            |
| Деркач                           | Wachtelkönig    | Crex crex           | Linnaeus, 1758 | LC          | майже по всій країні                                                               |            |
| Погонич звичайний                | Tüpfelsumpfhuhn | Porzana porzana     | Linnaeus, 1766 | LC          | фрагментарно по всій країні                                                        |            |
| Курочка водяна                   | Teichhuhn       | Gallinula chloropus | Linnaeus, 1758 | LC          | досить поширений                                                                   |            |
| Лиска                            | Blässhuhn       | Fulica atra         | Linnaeus, 1758 | LC          | досить поширений                                                                   |            |
| Султанка пурпурова               | Purpurhuhn      | Porphyrio porphyrio | Linnaeus, 1758 | LC          | рідкісний бродяга                                                                  |            |
| Погонич малий                    | Kleinsumpfhuhn  | Zapornia parva      | Scopoli, 1769  | LC          | фрагментарно по країні, 12 000-22 000 пар                                          |            |
| Погонич малий                    | Zwergsumpfhuhn  | Zapornia pusilla    | (Pallas, 1776) | LC          | рідкісні гніздування                                                               |            |

### Родина Журавлеві (Gruidae)
| Українська назва                 | Німецька назва  | Латинська назва | Автор таксона  | Статус МСОП | Поширення в Австрії                 | Зображення |
| Ряд: Журавлеподібні (Gruiformes) |                 |                 |                |             |                                     |            |
| Родина: Журавлеві (Gruidae)      |                 |                 |                |             |                                     |            |
| Журавель сірий                   | Kranich         | Grus grus       | Linnaeus, 1758 | LC          | численний під час сезонних міграцій |            |
| Журавель степовий                | Jungfernkranich | Grus virgo      | Linnaeus, 1758 | LC          | залітний                            |            |

## Ряд Пірникозоподібні (Podicipediformes)
Пірникози — це малих і середніх великих прісноводні пірнаючі птахи. Вони мають перетинчасті пальці і є чудовими плавцями і пірнальниками. Проте, їхні ноги розміщені далеко позаду тіла, що робить їх досить незграбними на суші. Відомо 20 видів пірникоз, з них 5 видів трапляються в Австрії.

### Родина Пірникозові (Podicipedidae)
| Українська назва                         | Німецька назва     | Латинська назва      | Автор таксона  | Статус МСОП | Поширення в Австрії | Зображення |
| Ряд: Пірникозоподібні (Podicipediformes) |                    |                      |                |             | |            |
| Родина: Пірникозові (Podicipedidae)      |                    |                      |                |             | |            |
| Пірникоза мала                           | Zwergtaucher       | Podiceps ruficollis  | Pallas, 1764   | LC          | досить поширений по всій країні |            |
| Пірникоза сірощока                       | Rothalstaucher     | Podiceps grisegena   | Boddaert, 1783 | LC          | в першій половині 19-го століття цей вид гніздився на озері Нойзідлер і на дунайських луках на схід від Відня, проте зараз трапляється лише під час міграцій |            |
| Пірникоза велика                         | Haubentaucher      | Podiceps cristatus   | Linnaeus, 1758 | LC          | широко поширений на водоймах, зимує на великих озерах |            |
| Пірникоза червоношия                     | Ohrentaucher       | Podiceps auritus     | Boddaert, 1783 | VU          | зимує на великих озерах |            |
| Пірникоза чорношия                       | Schwarzhalstaucher | Podiceps nigricollis | Brehm, 1831    | LC          | від двадцяти до шістдесяти гніздових пар на сході країни |            |

## Ряд Фламінгоподібні (Phoenicopteriformes)
Фламінго це стадні болотні птахи. Живляться молюсками та водоростями, фільтруючи їх із мулу. Відомо 6 видів фламінго, з яких в Австрії спостерігався один вид.

### Родина Фламінгові (Phoenicopteridae)
| Українська назва                           | Німецька назва | Латинська назва       | Автор таксона | Статус МСОП | Поширення в Австрії | Зображення |
| Ряд: Фламінгоподібні (Phoenicopteriformes) |                |                       |               |             |                     |            |
| Родина: Фламінгові (Phoenicopteridae)      |                |                       |               |             |                     |            |
| Фламінго рожевий                           | Rosenflamingo  | Phoenicopterus roseus | Pallas, 1811  | LC          | рідкісний бродяга   |            |

## Ряд Сивкоподібні (Charadriiformes)
Один з найбільших рядів водних і навколоводних птахів, поширених у всьому світі, що значно розрізняються як морфологічно, так і поведінковими характеристиками. Відомо 343 види, з них 93 види трапляються в Австрії.

### Родина Лежневі (Burhinidae)
| Українська назва                    | Німецька назва | Латинська назва     | Автор таксона  | Статус МСОП | Поширення в Австрії                                                                        | Зображення |
| Ряд: Сивкоподібні (Charadriiformes) |                |                     |                |             |                                                                                            |            |
| Родина: Лежневі (Burhinidae)        |                |                     |                |             |                                                                                            |            |
| Лежень                              | Triel          | Burhinus oedicnemus | Linnaeus, 1758 | LC          | рідкісний гніздовий птах, розмножується лише на Мархфельді (2 пари) та Штайнфельді (7 пар) |            |

### Родина Кулики-сороки (Haematopodidae)
| Українська назва                       | Німецька назва | Латинська назва       | Автор таксона  | Статус МСОП | Поширення в Австрії | Зображення |
| Ряд: Сивкоподібні (Charadriiformes)    |                |                       |                |             |                     |            |
| Родина: Кулики-сороки (Haematopodidae) |                |                       |                |             |                     |            |
| Кулик-сорока                           | Austernfischer | Haematopus ostralegus | Linnaeus, 1758 | NT          | під час міграцій    |            |

### Родина Чоботарові (Recurvirostridae)
| Українська назва                      | Німецька назва | Латинська назва        | Автор таксона  | Статус МСОП | Поширення в Австрії                                          | Зображення |
| Ряд: Сивкоподібні (Charadriiformes)   |                |                        |                |             |                                                              |            |
| Родина: Чоботарові (Recurvirostridae) |                |                        |                |             |                                                              |            |
| Чоботар                               | Säbelschnäbler | Recurvirostra avosetta | Linnaeus, 1758 | LC          | гніздиться на озері Нойзідлер (до 500 птахів)                |            |
| Кулик-довгоніг                        | Stelzenläufer  | Himantopus himantopus  | Linnaeus, 1758 | LC          | гніздиться в долині Дунаю та озері Нойзідлер на сході країни |            |

### Родина Сивкові (Charadriidae)
| Українська назва                    | Німецька назва          | Латинська назва          | Автор таксона             | Статус МСОП | Поширення в Австрії                                                                                   | Зображення |
| Ряд: Сивкоподібні (Charadriiformes) |                         |                          |                           |             | |            |
| Родина: Сивкові (Charadriidae)      |                         |                          |                           |             | |            |
| Чайка                               | Kiebitz                 | Vanellus vanellus        | Linnaeus, 1758            | LC          | досить поширений перелітний птах                                                                      |            |
| Чайка степова                       | Steppenkiebitz          | Vanellus gregarius       | (Pallas, 1771)            | CR          | рідкісний бродяга                                                                                     |            |
| Чайка білохвоста                    | Weißschwanzkiebitz      | Vanellus leucurus        | (Lichtenstein, MHC, 1823) | LC          | рідкісний бродяга                                                                                     |            |
| Сивка звичайна                      | Goldregenpfeifer        | Pluvialis apricaria      | Linnaeus, 1758            | LC          | під час міграцій                                                                                      |            |
| Сивка бурокрила                     | Tundra-Goldregenpfeifer | Pluvialis fulva          | Linnaeus, 1758            | LC          | рідкісний залітний вид                                                                                |            |
| Сивка американська                  | Prärie-Goldregenpfeifer | Pluvialis dominica       | Statius Müller, 1776      | LC          | рідкісний залітний вид                                                                                |            |
| Сивка морська                       | Kiebitzregenpfeifer     | Pluvialis squatarola     | Linnaeus, 1758            | LC          | під час міграцій                                                                                      |            |
| Пісочник великий                    | Sandregenpfeifer        | Charadrius hiaticula     | Linnaeus, 1758            | LC          | під час міграцій                                                                                      |            |
| Пісочник малий                      | Flussregenpfeifer       | Charadrius dubius        | Scopoli, 1786             | LC          | звичайний, але не дуже поширений гніздовий птах                                                       |            |
| Пісочник морський                   | Seeregenpfeifer         | Charadrius alexandrinus  | Linnaeus, 1758            | LC          | |            |
| Пісочник товстодзьобий              | Wüstenregenpfeifer      | Charadrius leschenaultii | Lesson, 1826              | LC          | рідкісний бродяга                                                                                     |            |
| Хрустан                             | Mornellregenpfeifer     | Charadrius morinellus    | Linnaeus, 1758            | LC          | є випадки гніздування на горі Зірбіцкогель в Штирії та нерегулярно в деяких гірських районах Каринтії |            |

### Родина Баранцеві (Scolopacidae)
| Українська назва                    | Німецька назва            | Латинська назва        | Автор таксона     | Статус МСОП | Поширення в Австрії                                                                                | Зображення |
| Ряд: Сивкоподібні (Charadriiformes) |                           |                        |                   |             | |            |
| Родина: Баранцеві (Scolopacidae)    |                           |                        |                   |             | |            |
| Кульон середній                     | Regenbrachvogel           | Numenius phaeopus      | Linnaeus, 1758    | LC          | регулярний мігрант восени та навесні                                                               |            |
| Кульон тонкодзьобий                 | Dünnschnabel-Brachvogel   | Numenius tenuirostris  | Vieillot, 1817    | CR          | залітні птахи спостерігалися у 19 ст.                                                              |            |
| Кульон великий                      | Brachvogel                | Numenius arquata       | Linnaeus, 1758    | NT          | нечисленний, але гніздиться у придатних угіддях по всій країні                                     |            |
| Грицик малий                        | Pfuhlschnepfe             | Limosa lapponica       | Linnaeus, 1758    | LC          | на перельоті                                                                                       |            |
| Грицик великий                      | Uferschnepfe              | Limosa limosa          | Linnaeus, 1758    | NT          | гніздиться фрагментарно по всій країні                                                             |            |
| Крем'яшник звичайний                | Steinwälzer               | Actitis interpres      | Linnaeus, 1758    | LC          | під час міграцій                                                                                   |            |
| Побережник ісландський              | Knutt                     | Calidris canutus       | Linnaeus, 1758    | LC          | на перельоті                                                                                       |            |
| Брижач                              | Kampfläufer               | Calidris pugnax        | Linnaeus, 1758    | LC          | гніздився в Австрії на початку XX століття, зараз трапляється лише під час міграцій                |            |
| Побережник болотяний                | Sumpfläufer               | Limicola falcinellus   | Pontoppidan, 1763 | LC          | залітний під час міграцій                                                                          |            |
| Побережник гострохвостий            | Spitzschwanz-Strandläufer | Calidris acuminata     | Horsfield, 1821   | VU          | рідкісний залітний                                                                                 |            |
| Побережник червоногрудий            | Sichelstrandläufer        | Calidris ferruginea    | Pontoppidan, 1763 | LC          | трапляється під час міграцій                                                                       |            |
| Побережник білохвостий              | Temminckstrandläufer      | Calidris temminckii    | Leisler, 1812     | LC          | під час міграцій                                                                                   |            |
| Побережник білий                    | Sanderling                | Calidris alba          | Pallas, 1764      | LC          | трапляється на перельоті                                                                           |            |
| Побережник чорногрудий              | Alpenstrandläufer         | Calidris alpina        | Linnaeus, 1758    | LC          | трапляється на перельоті                                                                           |            |
| Побережник морський                 | Meerstrandläufer          | Calidris maritima      | Brünnich, 1764    | LC          | трапляється на перельоті                                                                           |            |
| Побережник канадський               | Bairdstrandläufer         | Calidris bairdii       | Coues, 1861       | LC          | рідкісний залітний з Америки                                                                       |            |
| Побережник малий                    | Zwergstrandläufer         | Calidris minuta        | Leisler, 1812     | LC          | на перельоті                                                                                       |            |
| Побережник білогрудий               | Weißbürzel-Strandläufer   | Calidris fuscicollis   | Vieillot, 1819    | LC          | рідкісний залітний з Америки                                                                       |            |
| Жовтоволик                          | Grasläufer                | Calidris subruficollis | Vieillot, 1819    | NT          | Рідкісний залітний з Америки                                                                       |            |
| Побережник арктичний                | Graubrust-Strandläufer    | Calidris melanotos     | Vieillot, 1819    | LC          | регулярний бродяга                                                                                 |            |
| Побережник тундровий                | Sandstrandläufer          | Calidris pusilla       | Cabanis, 1857     | LC          | випадковий бродяга з Америки                                                                       |            |
| Слуква                              | Waldschnepfe              | Scolopax rusticola     | Linnaeus, 1758    | LC          | поширений птах                                                                                     |            |
| Баранець малий                      | Zwergschnepfe             | Lymnocryptes minimus   | Brunnich, 1764    | LC          | на зимівлі                                                                                         |            |
| Баранець великий                    | Doppelschnepfe            | Gallinago media        | Latham, 1787      | NT          | трапляється під час міграцій                                                                       |            |
| Баранець звичайний                  | Bekassine                 | Gallinago gallinago    | Linnaeus, 1758    | LC          | поширений фрагментарно на сході країні, від 80 до 120 гніздових пар                                |            |
| Мородунка                           | Terekwasserläufer         | Xenus cinereus         | Güldenstädt, 1775 | LC          | нерегулярний гість                                                                                 |            |
| Плавунець круглодзьобий             | Odinshühnchen             | Phalaropus lobatus     | Linnaeus, 1758    | LC          | на озері Нойзідлер під час його міграцій                                                           |            |
| Плавунець плоскодзьобий             | Thorshühnchen             | Phalaropus fulicarius  | Linnaeus, 1758    | LC          | під час міграційного                                                                               |            |
| Набережник палеарктичний            | Flussuferläufer           | Actitis hypoleucos     | Linnaeus, 1758    | LC          | є звичайним, але не дуже поширеним гніздовим літнім птахом                                         |            |
| Набережник плямистий                | Drosseluferläufer         | Actitis macularius     | Linnaeus, 1758    | LC          | рідкісний залітний з Америки                                                                       |            |
| Коловодник лісовий                  | Waldwasserläufer          | Tringa ochropus        | Linnaeus, 1758    | LC          | прапляється під час перельотів та на зимівля, з 1980-х років спостерігаються поодинокі гніздування |            |
| Жовтоногий коловодник               | Gelbschenkel              | Tringa flavipes        | Gmelin, 1789      | LC          | рідкісний залітний з Америки                                                                       |            |
| Коловодник звичайний                | Rotschenkel               | Tringa totanus         | Linnaeus, 1758    | LC          | фрагментарно поширений                                                                             |            |
| Коловодник ставковий                | Teichwasserläufer         | Tringa stagnatilis     | Bechstein, 1803   | LC          | рідкісний залітний з Сибіру                                                                        |            |
| Коловодник болотяний                | Bruchwasserläufer         | Tringa glareola        | Linnaeus, 1758    | LC          | трапляється лише під час міграцій                                                                  |            |
| Коловодник чорний                   | Dunkelwasserläufer        | Tringa erythropus      | Pallas, 1764      | LC          | трапляється лише під час міграцій                                                                  |            |
| Коловодник великий                  | Grünschenkel              | Tringa nebularia       | Gunnerus, 1767    | LC          | регулярний мігрант                                                                                 |            |

### Родина Дерихвостові (Glareolidae)
| Українська назва                    | Німецька назва              | Латинська назва     | Автор таксона  | Статус МСОП | Поширення в Австрії                                           | Зображення |
| Ряд: Сивкоподібні (Charadriiformes) |                             |                     |                |             |                                                               |            |
| Родина: Дерихвостові (Glareolidae)  |                             |                     |                |             |                                                               |            |
| Бігунець пустельний                 | Rennvogel                   | Cursorius cursor    | Latham, 1787   | LC          | рідкісний залітний з Африки, спостерігався лише у 19 столітті |            |
| Дерихвіст лучний                    | Rotflügel-Brachschwalbe     | Glareola pratincola | Linnaeus, 1766 | LC          | рідкісний залітний з Південної Європи                         |            |
| Дерихвіст степовий                  | Schwarzflügel-Brachschwalbe | Glareola nordmanni  | Nordmann, 1842 | NT          | рідкісний залітний з Південної Європи                         |            |

### Родина Мартинові (Laridae)
| Українська назва                    | Німецька назва         | Латинська назва            | Автор таксона     | Статус МСОП | Поширення в Австрії                                                                             | Зображення |
| Ряд: Сивкоподібні (Charadriiformes) |                        |                            |                   |             |                                                                                                 |            |
| Родина: Мартинові (Laridae)         |                        |                            |                   |             |                                                                                                 |            |
| Мартин трипалий                     | Dreizehenmöwe          | Rissa tridactyla           | Linnaeus, 1758    | VU          | рідкісний бродяга                                                                               |            |
| Мартин вилохвостий                  | Schwalbenmöwe          | Xema sabini                | Leach, 1819       | LC          | регулярний бродяга                                                                              |            |
| Мартин тонкодзьобий                 | Dünnschnabelmöwe       | Chroicocephalus genei      | (Breme, 1839)     | LC          | регулярний бродяга з Південної Європи                                                           |            |
| Мартин звичайний                    | Lachmöwe               | Larus ridibundus           | Linnaeus, 1766    | LC          | є звичайним гніздовим птахом у північній частині, від 6000 до 8000 пар.                         |            |
| Мартин малий                        | Zwergmöwe              | Larus minutus              | Pallas, 1776      | LC          | залітний птах                                                                                   |            |
| Мартин жовтоногий                   | Präriemöwe             | Leucophaeus pipixcan       | (Wagler, 1831)    | LC          | рідкісний залітний                                                                              |            |
| Мартин середземноморський           | Schwarzkopfmöwe        | Ichthyaetus melanocephalus | Temminck, 1820    | LC          | фрагментарно на великих водоймах                                                                |            |
| Мартин каспійський                  | Fischmöwe              | Ichthyaetus ichthyaetus    | Pallas, 1773      | LC          | рідкісний бродяга                                                                               |            |
| Мартин сизий                        | Sturmmöwe              | Larus canus                | Linnaeus, 1758    | LC          | фрагментарно                                                                                    |            |
| Мартин делаверський                 | Ringschnabelmöwe       | Larus delawarensis         | Ord, 1815         | LC          | рідкісний бродяга                                                                               |            |
| Мартин морський                     | Mantelmöwe             | Larus marinus              | Linnaeus, 1758    | LC          | залітний                                                                                        |            |
| Мартин полярний                     | Eismöwe                | Larus hyperboreus          | Gunnerus, 1767    | LC          | рідкісний бродяга                                                                               |            |
| Мартин гренландський                | Polarmöwe              | Larus glaucoides           | Meyer, 1822       | LC          | рідкісний бродяга                                                                               |            |
| Мартин сріблястий                   | Silbermöwe             | Larus argentatus           | Pontoppidan, 1763 | LC          | мігрант                                                                                         |            |
| Мартин жовтоногий                   | Steppenmöwe            | Larus cachinnans           | Pallas, 1811      | LC          | зрідка зимує в долині Дунаю                                                                     |            |
| Мартин скельний                     | Mittelmeermöwe         | Larus michahellis          | Naumann, 1840     | LC          | є рідкісні гніздування на сході країни, регулярно спостерігаються бродяжні птахи по всій країні |            |
| Мартин чорнокрилий                  | Heringsmöwe            | Larus fuscus               | Linnaeus 1758     | LC          | інколи зимує                                                                                    |            |
| Крячок чорнодзьобий                 | Lachseeschwalbe        | Gelochelidon nilotica      | Gmelin, 1789      | LC          |                                                                                                 |            |
| Крячок каспійський                  | Raubseeschwalbe        | Hydroprogne caspia         | Pallas, 1770      | LC          | рідкісний залітний                                                                              |            |
| Крячок бенгальський                 | Rüppellseeschwalbe     | Thalasseus bengalensis     | (Lesson, 1831)    | LC          | рідкісний залітний птах                                                                         |            |
| Крячок рябодзьобий                  | Brandseeschwalbe       | Thalasseus sandvicensis    | Latham, 1787      | LC          | рідкісний бродяга                                                                               |            |
| Крячок малий                        | Zwergseeschwalbe       | Sterna albifrons           | Pallas, 1764      | LC          | бродяжний                                                                                       |            |
| Крячок рожевий                      | Rosenseeschwalbe       | Sterna dougallii           | Montagu, 1813     | LC          | рідкісний бродяга                                                                               |            |
| Крячок річковий                     | Flussseeschwalbe       | Sterna hirundo             | Linnaeus, 1758    | LC          | гніздовий птах на значній частині країни                                                        |            |
| Крячок полярний                     | Küstenseeschwalbe      | Sterna paradisaea          | Pontoppidan, 1763 | LC          | під час міграцій                                                                                |            |
| Крячок білощокий                    | Weißbart-Seeschwalbe   | Chlidonias hybrida         | Pallas, 1811      | LC          | залітний, нерегулярні гніздування                                                               |            |
| Крячок білокрилий                   | Weißflügel-Seeschwalbe | Chlidonias leucopterus     | Temminck, 1815    | LC          | залітний                                                                                        |            |
| Крячок чорний                       | Trauerseeschwalbe      | Chlidonias niger           | Linnaeus, 1758    | LC          |                                                                                                 |            |

### Родина Поморникові (Stercorariidae)
| Українська назва                     | Німецька назва      | Латинська назва          | Автор таксона  | Статус МСОП | Поширення в Австрії | Зображення |
| Ряд: Сивкоподібні (Charadriiformes)  |                     |                          |                |             |                     |            |
| Родина: Поморникові (Stercorariidae) |                     |                          |                |             |                     |            |
| Поморник великий                     | Skua                | Stercorarius skua        | Brunnich, 1764 | LC          | рідкісний бродяга   |            |
| Поморник середній                    | Spatelraubmöwe      | Stercorarius pomarinus   | Temminck, 1815 | LC          | рідкісний бродяга   |            |
| Поморник короткохвостий              | Schmarotzerraubmöwe | Stercorarius parasiticus | Linnaeus, 1758 | LC          | рідкісний бродяга   |            |
| Поморник довгохвостий                | Falkenraubmöwe      | Stercorarius longicaudus | Vieillot, 1819 | LC          | рідкісний бродяга   |            |

### Родина Алькові (Alcidae)
| Українська назва                    | Німецька назва    | Латинська назва    | Автор таксона     | Статус МСОП | Поширення в Австрії | Зображення |
| Ряд: Сивкоподібні (Charadriiformes) |                   |                    |                   |             |                     |            |
| Родина: Алькові (Alcidae)           |                   |                    |                   |             |                     |            |
| Люрик                               | Krabbentaucher    | Alle alle          | Linnaeus, 1758    | LC          | рідкісний бродяга   |            |
| Кайра товстодзьоба                  | Dickschnabellumme | Uria lomvia        | Linnaeus, 1758    | LC          | рідкісний залітний  |            |
| Кайра тонкодзьоба                   | Trottellumme      | Uria aalge         | Pontoppidan, 1763 | LC          | рідкісний бродяга   |            |
| Гагарка                             | Tordalk           | Alca torda         | Linnaeus, 1758    | LC          | рідкісний бродяга   |            |
| Іпатка атлантична                   | Papageitaucher    | Fratercula arctica | Linnaeus, 1758    | VU          | рідкісний бродяга   |            |

## Ряд Гагароподібні (Gaviiformes)
Група водних птахів, що поширені у багатьох районах Північної Америки та Північної Європи. Відомо 5 видів гагар, з них чотири трапляються в Австрії.

### Родина Гагарові (Gaviidae)
| Українська назва                 | Німецька назва      | Латинська назва | Автор таксона  | Статус МСОП | Поширення в Австрії                         | Зображення |
| Ряд: Гагароподібні (Gaviiformes) |                     |                 |                |             |                                             |            |
| Родина: Гагарові (Gaviidae)      |                     |                 |                |             |                                             |            |
| Гагара червоношия                | Sterntaucher        | Gavia stellata  | Brunnich, 1764 | LC          | під час міграцій та на зимівлі              |            |
| Гагара чорношия                  | Prachttaucher       | Gavia arctica   | Linnaeus, 1758 | LC          | під час міграції та на зимівлі              |            |
| Гагара полярна                   | Eistaucher          | Gavia immer     | Brunnich, 1764 | LC          | на узбережжі під час міграції та на зимівлі |            |
| Гагара білодзьоба                | Gelbschnabeltaucher | Gavia adamsii   | (Gray, 1859)   | NT          | рідкісний бродяга                           |            |

## Ряд Буревісникоподібні (Procellariiformes)
Це морські птахи. Альбатроси є найбільшими літаючими птахами та найбільшими мандрівниками серед птахів. Відомо 117 видів буревісникоподібних, з них в Австрії трапляється 4 види.

### Родина Качуркові (Hydrobatidae)
| Українська назва                            | Німецька назва    | Латинська назва       | Автор таксона    | Статус МСОП | Поширення в Австрії | Зображення |
| Ряд: Буревісникоподібні (Procellariiformes) |                   |                       |                  |             |                     |            |
| Родина: Качуркові (Hydrobatidae)            |                   |                       |                  |             |                     |            |
| Качурка морська                             | Sturmwellenläufer | Hydrobates pelagicus  | Linnaeus, 1758   | LC          | рідкісний бродяга   |            |
| Качурка північна                            | Wellenläufer      | Oceanodroma leucorhoa | (Vieillot, 1818) | VU          | рідкісний бродяга   |            |

### Родина Буревісникові (Procellariidae)
| Українська назва                            | Німецька назва          | Латинська назва      | Автор таксона   | Статус МСОП | Поширення в Австрії | Зображення |
| Ряд: Буревісникоподібні (Procellariiformes) |                         |                      |                 |             |                     |            |
| Родина: Буревісникові (Procellariidae)      |                         |                      |                 |             |                     |            |
| Буревісник середземноморський               | Sepiasturmtaucher       | Calonectris diomedea | (Scopoli, 1769) | LC          | рідкісний бродяга   |            |
| Буревісник східний                          | Mittelmeer-Sturmtaucher | Puffinus yelkouan    | (Acerbi, 1827)  | VU          | рідкісний бродяга   |            |

## Ряд Лелекоподібні (Ciconiiformes)
Це великі або середніх розмірів птахи із довгими ногами та шиєю. Полюють на здобич на мілководді та лугах. Відомо 19 видів, з яких два трапляється в Австрії.

### Родина Лелекові (Ciconiidae)
| Українська назва                   | Німецька назва | Латинська назва | Автор таксона  | Статус МСОП | Поширення в Австрії                                             | Зображення |
| Ряд: Лелекоподібні (Ciconiiformes) |                |                 |                |             |                                                                 |            |
| Родина: Лелекові (Ciconiidae)      |                |                 |                |             |                                                                 |            |
| Лелека чорний                      | Schwarzstorch  | Ciconia nigra   | Linnaeus, 1758 | LC          | фрагментарно                                                    |            |
| Лелека білий                       | Weißstorch     | Ciconia ciconia | Linnaeus, 1758 | LC          | поширений у низовині, у 2004 році зафіксовано 392 гніздові пари |            |

## Ряд Сулоподібні (Suliformes)

### Родина Сулові (Sulidae)
| Українська назва              | Німецька назва | Латинська назва | Автор таксона  | Статус МСОП | Поширення в Австрії | Зображення |
| Ряд: Сулоподібні (Suliformes) |                |                 |                |             |                     |            |
| Родина: Сулові (Sulidae)      |                |                 |                |             |                     |            |
| Сула атлантична               | Basstölpel     | Morus bassanus  | Linnaeus, 1758 | LC          | рідкісний бродяга   |            |

### Родина Бакланові (Phalacrocoracidae)
| Українська назва                      | Англійська назва | Латинська назва           | Автор таксона  | Статус МСОП | Поширення в Австрії                                                  | Зображення |
| Ряд: Пеліканоподібні (Pelecaniformes) |                  |                           |                |             |                                                                      |            |
| Родина: Бакланові (Phalacrocoracidae) |                  |                           |                |             |                                                                      |            |
| Баклан малий                          | Zwergscharbe     | Microcarbo pygmeus        | (Pallas, 1773) | LC          | з 2003 року гніздиться на озері Нойзідлер, 77 пар станом на 2009 рік |            |
| Баклан великий                        | Kormoran         | Phalacrocorax carbo       | Linnaeus, 1758 | LC          | невеликі колонії на великих оерах                                    |            |
| Баклан чубатий                        | Krähenscharbe    | Phalacrocorax aristotelis | Linnaeus, 1761 | LC          | залітний                                                             |            |

## Ряд Пеліканоподібні (Pelecaniformes)
Пеліканоподібні — це середніх або великих розмірів прибережні морські птахи. Живляться рибою, полюючи на неї на поверхні або пірнаючи під воду. Відомо близько 170 видів, з них 15 видів спостерігалися в Австрії.

### Родина Ібісові (Threskiornithidae)
| Українська назва                      | Німецька назва | Латинська назва          | Автор таксона  | Статус МСОП | Поширення в Австрії | Зображення |
| Ряд: Пеліканоподібні (Pelecaniformes) |                |                          |                |             | |            |
| Родина: Ібісові (Threskiornithidae)   |                |                          |                |             | |            |
| Ібіс священний                        | Heiliger Ibis  | Threskiornis aethiopicus | (Latham, 1790) | LC          | спостерігаються бродяжні птахи з інтродукованих популяцій в Італії та Франції                                                  |            |
| Ібіс-лисоголов марокканський          | Waldrapp       | Geronticus eremita       | Linnaeus, 1758 | CR          | вимер в Австрії до 1800 року. Зараз тривають програми реінтродукції, які вже привели до появи перших виводків у дикій природі. |            |
| Коровайка                             | Sichler        | Plegadis falcinellus     | Linnaeus, 1766 | LC          | бродяга |            |
| Косар                                 | Löffler        | Platalea leucorodia      | Linnaeus, 1758 | LC          | з 1990-х розмножується на сході країни                                                                                         |            |

### Родина Чаплеві (Ardeidae)
| Українська назва                      | Німецька назва | Латинська назва       | Автор таксона  | Статус МСОП | Поширення в Австрії                                                           | Зображення |
| Ряд: Пеліканоподібні (Pelecaniformes) |                |                       |                |             |                                                                               |            |
| Родина: Чаплеві (Ardeidae)            |                |                       |                |             |                                                                               |            |
| Бугай                                 | Rohrdommel     | Botaurus stellaris    | Linnaeus, 1758 | LC          | фрагментарно поширений, у деяких районах зник                                 |            |
| Бугайчик                              | Zwergdommel    | Ixobrychus minutus    | Linnaeus, 1766 | LC          | дуже фрагментарно                                                             |            |
| Квак                                  | Nachtreiher    | Nycticorax nycticorax | Linnaeus, 1758 | LC          | локальний гніздовий птах на сході країни                                      |            |
| Чапля жовта                           | Rallenreiher   | Ardeola ralloides     | Linnaeus, 1758 | LC          | залітний                                                                      |            |
| Чапля єгипетська                      | Kuhreiher      | Bubulcus ibis         | Linnaeus, 1758 | LC          | залітний птах, у 2022 році спостерігалося гніздування у заповіднику Нижня Інн |            |
| Чапля сіра                            | Graureiher     | Ardea cinerea         | Linnaeus, 1758 | LC          | досить поширений осілий птах                                                  |            |
| Чапля руда                            | Purpurreiher   | Ardea purpurea        | Linnaeus, 1766 | LC          | існують локальні гніздові популяції                                           |            |
| Чепура велика                         | Silberreiher   | Ardea alba            | Linnaeus, 1758 | LC          | регулярно гніздиться на озері Нойзідлер, 737 гніздових пар (1997 рік)         |            |
| Чепура мала                           | Seidenreiher   | Egretta garzetta      | Linnaeus, 1766 | LC          | є декілька ізольованих гніздувань                                             |            |

### Родина Пеліканові (Pelecanidae)
| Українська назва                      | Німецька назва   | Латинська назва       | Автор таксона  | Статус МСОП | Поширення в Австрії | Зображення |
| Ряд: Пеліканоподібні (Pelecaniformes) |                  |                       |                |             |                     |            |
| Родина: Пеліканові (Pelecanidae)      |                  |                       |                |             |                     |            |
| Пелікан рожевий                       | Rosapelikan      | Pelecanus onocrotalus | Linnaeus, 1758 | LC          | рідкісний бродяга   |            |
| Пелікан кучерявий                     | Krauskopfpelikan | Pelecanus crispus     | Bruch, 1832    | VU          | рідкісний бродяга   |            |

## Ряд Яструбоподібні (Accipitriformes)

### Родина Скопові (Pandionidae)
| Українська назва                   | Німецька назва | Латинська назва   | Автор таксона  | Статус МСОП | Поширення в Австрії                  | Зображення |
| Ряд: Соколоподібні (Falconiformes) |                |                   |                |             |                                      |            |
| Родина: Скопові (Pandionidae)      |                |                   |                |             |                                      |            |
| Скопа                              | Fischadler     | Pandion haliaetus | Linnaeus, 1758 | LC          | залітний, гніздові популяції вимерли |            |

### Родина Яструбові (Accipitridae)
| Українська назва                   | Німецька назва  | Латинська назва       | Автор таксона        | Статус МСОП | Поширення в Австрії | Зображення |
| Ряд: Соколоподібні (Falconiformes) |                 |                       |                      |             | |            |
| Родина: Яструбові (Accipitridae)   |                 |                       |                      |             | |            |
| Шуліка чорноплечий                 | Gleitaar        | Elanus caeruleus      | Desfontaines, (1789) | LC          | рідкісний бродяга |            |
| Ягнятник                           | Bartgeier       | Gypaetus barbatus     | (Linnaeus, 1758)     | LC          | раніше був поширеним в Альпах, але вимер. З 1986 року триває програма відновлення популяції у Високому Тауерні, у дикій природі живуть 16 птахів |            |
| Стерв'ятник                        | Schmutzgeier    | Neophron percnopterus | Savigny, 1809        | EN          | рідкісний бродяга |            |
| Осоїд                              | Wespenbussard   | Pernis apivorus       | Linnaeus, 1758       | LC          | поширений по країні, приблизно 1500 гніздових пар                                                                                                |            |
| Сип білоголовий                    | Gänsegeier      | Gyps fulvus           | (Hablizl, 1783)      | LC          | регулярний літній бродяжний птах |            |
| Гриф чорний                        | Mönchsgeier     | Aegypius monachus     | (Hablizl, 1783)      | LC          | спостерігалися рідкісні бродяги з Південної Європи                                                                                               |            |
| Змієїд блакитноногий               | Schlangenadler  | Circaetus gallicus    | (Gmelin, JF, 1788)   | LC          | залітний |            |
| Підорлик малий                     | Schreiadler     | Clanga pomarina       | Brehm, 1831          | LC          | нечисленний фрагментарний ареал |            |
| Підорлик великий                   | Schelladler     | Clanga clanga         | (Pallas, 1811)       | VU          | рідкісний бродяга |            |
| Орел-карлик                        | Zwergadler      | Hieraaetus pennatus   | (Gmelin, 1788)       | LC          | бродяга, рідкісні гніздування (1-4 пар) |            |
| Орел степовий                      | Steppenadler    | Aquila nipalensis     | (Hodgson, 1833)      | EN          | рідкісний бродяга, але це можуть бути втікачі з неволі                                                                                           |            |
| Могильник східний                  | Kaiseradler     | Aquila heliaca        | (Hodgson, 1833)      | VU          | гніздиться на сході країни, у 2019 році нараховано 22 гніздові пари з 29 молодняком.                                                             |            |
| Беркут                             | Steinadler      | Aquila chrysaetos     | Linnaeus, 1758       | LC          | в Альпах, у 2004 році 300-350 гніздових пар. |            |
| Орел-карлик яструбиний             | Habichtsadler   | Aquila fasciata       | (Vieillot, 1822)     | LC          | рідкісний бродяга |            |
| Яструб коротконогий                | Kurzfangsperber | Accipiter brevipes    | (Severtzov, 1850)    | LC          | рідкісний бродяга |            |
| Яструб малий                       | Sperber         | Accipiter nisus       | Linnaeus, 1758       | LC          | досить поширений вид |            |
| Яструб великий                     | Habicht         | Accipiter gentilis    | Linnaeus, 1758       | LC          | досить поширений вид, кількість гніздових пар на 2014 рік оцінюється в 2000-2300                                                                 |            |
| Лунь очеретяний                    | Rohrweihe       | Circus aeruginosus    | Linnaeus, 1758       | LC          | досить поширений у низовині, від 300 до 400 пар                                                                                                  |            |
| Лунь польовий                      | Kornweihe       | Circus cyaneus        | Linnaeus, 1766       | LC          | трапляється на зимівлі |            |
| Лунь степовий                      | Steppenweihe    | Circus macrourus      | Gmelin, 1770         | NT          | рідкісний залітний вид |            |
| Лунь лучний                        | Wiesenweihe     | Circus pygargus       | Linnaeus, 1758       | LC          | гніздиться спорадично |            |
| Шуліка рудий                       | Rotmilan        | Milvus milvus         | Linnaeus, 1758       | LC          | 15-20 гніздових пар на півночі |            |
| Шуліка чорний                      | Schwarzmilan    | Milvus migrans        | Boddaert, 1783       | LC          | гніздиться на сході, нечисленна популяція скорочується                                                                                           |            |
| Орлан-білохвіст                    | Seeadler        | Haliaeetus albicilla  | Linnaeus, 1758       | LC          | розмножується в долині Дунаю |            |
| Зимняк                             | Raufußbussard   | Buteo lagopus         | (Pontoppidan, 1763)  | LC          | зимовий гість |            |
| Канюк звичайний                    | Mäusebussard    | Buteo buteo           | Linnaeus, 1758       | LC          | досить поширений осілий птах |            |
| Канюк степовий                     | Adlerbussard    | Buteo rufinus         | (Cretzschmar, 1829)  | LC          | регулярний бродяга влітку |            |

## Ряд Совоподібні (Strigiformes)
Це великі одиночні нічні хижаки. Вони мають великі, звернені вперед очі і вуха та круглий лицьовий диск. Відомо 211 видів, з них в Австрії — 12 видів.

### Родина Сипухові (Tytonidae)
| Українська назва                | Німецька назва | Латинська назва | Автор таксона | Статус МСОП | Поширення в Австрії                                                            | Зображення |
| Ряд: Совоподібні (Strigiformes) |                |                 |               |             |                                                                                |            |
| Родина: Сипухові (Tytonidae)    |                |                 |               |             |                                                                                |            |
| Сипуха                          | Schleiereule   | Tyto alba       | Scopoli, 1769 | LC          | звичайний гніздовий птах, який зустрічається переважно в бідних лісами районах |            |

### Родина Совові (Strigidae)
| Українська назва                | Німецька назва | Латинська назва       | Автор таксона     | Статус МСОП | Поширення в Австрії                                                                         | Зображення |
| Ряд: Совоподібні (Strigiformes) |                |                       |                   |             |                                                                                             |            |
| Родина: Совові (Strigidae)      |                |                       |                   |             |                                                                                             |            |
| Сич волохатий                   | Raufußkauz     | Aegolius funereus     | Linnaeus, 1758    | LC          | фрагментарний ареал                                                                         |            |
| Сич хатній                      | Steinkauz      | Athene noctua         | Scopoli, 1769     | LC          | фрагментарний ареал, від 70 до 100 пар                                                      |            |
| Сова яструбина                  | Sperbereule    | Surnia ulula          | (Linnaeus, 1758)  | LC          | рідкісний бродяга взимку                                                                    |            |
| Сичик-горобець євразійський     | Sperlingskauz  | Glaucidium passerinum | (Linnaeus, 1758)  | LC          | поширений переважно у гірських лісах                                                        |            |
| Совка                           | Zwergohreule   | Otus scops            | Linnaeus, 1758    | LC          | гніздиться у південній Штирії та південній Каринтії.                                        |            |
| Сова вухата                     | Waldohreule    | Asio otus             | Linnaeus, 1758    | LC          | досить поширений осілий птах, від 2500 до 3000 гніздових пар                                |            |
| Сова болотяна                   | Sumpfohreule   | Asio flammeus         | Pontoppidan, 1763 | LC          | в районі Нойзідлер розмножується до 20 пар, в долині Дунаю більше не розмножується          |            |
| Сова біла                       | Schneeeule     | Bubo scandiacus       | Linnaeus, 1758    | VU          | рідкісний бродяга                                                                           |            |
| Пугач палеарктичний             | Uhu            | Bubo bubo             | Linnaeus, 1758    | LC          | фрагментарний ареал, 400 гніздових пар                                                      |            |
| Сова сіра                       | Waldkauz       | Strix aluco           | Linnaeus, 1758    | LC          | досить поширений вид                                                                        |            |
| Сова довгохвоста                | Habichtskauz   | Strix uralensis       | Pallas, 1771      | LC          | гніздився до 1950-х років, з 2011 року здійснюються спроби реінтродукції у Віденському лісі |            |

## Ряд Bucerotiformes

#### Родина Одудові (Upupidae)
| Українська назва           | Німецька назва | Латинська назва | Автор таксона  | Статус МСОП | Поширення в Австрії                                                                                              | Зображення |
| Ряд: Bucerotiformes        |                |                 |                |             | |            |
| Родина: Одудові (Upupidae) |                |                 |                |             | |            |
| Одуд                       | Wiedehopf      | Upupa epops     | Linnaeus, 1758 | LC          | рідкісний гніздовий птах, ареал якого швидко скорочується, і він зник із значної частини свого колишнього ареалу |            |

## Ряд Сиворакшоподібні (Coraciiformes)
Відомо близько 90 видів сиворакшоподібних, з них в Австрії спостерігаються 4 види.

### Родина Сиворакшові (Coraciidae)
| Українська назва                      | Німецька назва | Латинська назва   | Автор таксона  | Статус МСОП | Поширення в Австрії                           | Зображення |
| Ряд: Сиворакшоподібні (Coraciiformes) |                |                   |                |             |                                               |            |
| Родина: Сиворакшові (Coraciidae)      |                |                   |                |             |                                               |            |
| Сиворакша                             | Blauracke      | Coracias garrulus | Linnaeus, 1758 | NT          | рідкісні гніздування у різних частинах країни |            |

### Родина Рибалочкові (Alcedinidae)
| Українська назва                      | Німецька назва | Латинська назва | Автор таксона  | Статус МСОП | Поширення в Австрії | Зображення |
| Ряд: Сиворакшоподібні (Coraciiformes) |                |                 |                |             |                     |            |
| Родина: Рибалочкові (Alcedinidae)     |                |                 |                |             |                     |            |
| Рибалочка блакитний                   | Eisvogel       | Alcedo atthis   | Linnaeus, 1758 | LC          | досить поширений    |            |

### Родина Бджолоїдкові (Meropidae)
| Українська назва                      | Німецька назва  | Латинська назва | Автор таксона  | Статус МСОП | Поширення в Австрії | Зображення |
| Ряд: Сиворакшоподібні (Coraciiformes) |                 |                 |                |             |                     |            |
| Родина: Бджолоїдкові (Meropidae)      |                 |                 |                |             |                     |            |
| Бджолоїдка звичайна                   | Bienenfresser   | Merops apiaster | Linnaeus, 1758 | LC          |                     |            |
| Бджолоїдка зелена                     | Blauwangenspint | Merops persicus | Pallas, 1773   | LC          | рідкісний залітний  |            |

## Ряд Дятлоподібні (Piciformes)
Із 440 видів дятлоподібних в Австрії трапляється 10 видів.

### Родина Дятлові (Picidae)
| Українська назва               | Німецька назва   | Латинська назва      | Автор таксона                | Статус МСОП | Поширення в Австрії | Зображення |
| Ряд: Дятлоподібні (Piciformes) |                  |                      |                              |             | |            |
| Родина: Дятлові (Picidae)      |                  |                      |                              |             | |            |
| Крутиголовка                   | Wendehals        | Jynx torquilla       | Linnaeus, 1758               | LC          | досить поширений, 2-3 тис гніздових пар |            |
| Дятел трипалий                 | Dreizehenspecht  | Picoides tridactylus | (Linnaeus, 1758)             | LC          | реліктова популяція у субальпійських районах, поширений у Штирії (особливо в Низькому Тауерні і Гохшвабі) і Форарльберзі (тут переважно в Брегенцервальді та Монтафоні. |            |
| Дятел середній                 | Mittelspecht     | Dendrocoptes medius  | (Linnaeus, 1758)             | LC          | в східній і південно-східній частинах країни, близько 3000 пар |            |
| Дятел малий                    | Kleinspecht      | Dryobates minor      | Linnaeus, 1758               | LC          | досить поширений (до 3000 пар) |            |
| Дятел сирійський               | Blutspecht       | Dendrocopos syriacus | (Hemprich & Ehrenberg, 1833) | LC          | поширений на сході країни, розмножується з 1951 року |            |
| Дятел звичайний                | Buntspecht       | Dendrocopos major    | Linnaeus, 1758               | LC          | досить поширений |            |
| Дятел білоспинний              | Weißrückenspecht | Dendrocopos leucotos | (Bechstein, 1802)            | LC          | широко поширений в Альпах, локально у передгір'ї |            |
| Жовна чорна                    | Schwarzspecht    | Dryocopus martius    | Linnaeus, 1758               | LC          | по всій країні, близько 5-6 тис пар |            |
| Жовна зелена                   | Grünspecht       | Picus viridis        | Linnaeus, 1758               | LC          | досить поширений, від 7 000 до 14 000 гніздових пар |            |
| Жовна сива                     | Grauspecht       | Picus canus          | (Gmelin, 1788)               | LC          | досить поширений, близько 2 500 гніздових пар |            |

## Ряд Соколоподібні (Falconiformes)

### Родина Соколові (Falconidae)
| Українська назва                   | Німецька назва | Латинська назва   | Автор таксона   | Статус МСОП | Поширення в Австрії                                                                    | Зображення |
| Ряд: Соколоподібні (Falconiformes) |                |                   |                 |             |                                                                                        |            |
| Родина: Соколові (Falconidae)      |                |                   |                 |             |                                                                                        |            |
| Боривітер степовий                 | Rötelfalke     | Falco naumanni    | Fleischer, 1818 | LC          | залітний, до 1984 року розмножувався у Штирії та Каринтії                              |            |
| Боривітер звичайний                | Turmfalke      | Falco tinnunculus | Linnaeus, 1758  | LC          | досить поширений, на початку 21 століття популяція оцінювалася від 5 000 до 10 000 пар |            |
| Кібчик                             | Rotfußfalke    | Falco vespertinus | Linnaeus, 1766  | VU          | нерегулярні гніздування на сході країни                                                |            |
| Підсоколик Елеонори                | Eleonorenfalke | Falco eleonorae   | Gene, 1839      | LC          | рідкісний залітний                                                                     |            |
| Підсоколик малий                   | Merlin         | Falco columbarius | Linnaeus, 1758  | LC          | регулярно на зимівлі                                                                   |            |
| Підсоколик великий                 | Baumfalke      | Falco subbuteo    | Linnaeus, 1758  | LC          | фрагментарно поширений, від 800 до 1200 гніздових пар                                  |            |
| Балабан                            | Würgfalke      | Falco cherrug     | Linnaeus, 1758  | EN          | на сході країни, 25-30 гніздових пар (2014 рік)                                        |            |
| Кречет                             | Gerfalke       | Falco rusticolus  | Linnaeus, 1758  | LC          | рідкісний зимовий гість                                                                |            |
| Сапсан                             | Wanderfalke    | Falco peregrinus  | Tunstall, 1771  | LC          | фрагментарно поширений, 250 гніздових пар (2004)                                       |            |

## Ряд Папугоподібні (Psittaciformes)

### Родина Папугові (Psittaculidae)
| Українська назва                    | Німецька назва  | Латинська назва    | Автор таксона   | Статус МСОП | Поширення в Австрії                                                                        | Зображення |
| Ряд: Папугоподібні (Psittaciformes) |                 |                    |                 |             |                                                                                            |            |
| Родина: Папугові (Psittaculidae)    |                 |                    |                 |             |                                                                                            |            |
| Папуга Крамера                      | Halsbandsittich | Psittacula krameri | (Scopoli, 1769) | LC          | інтродукований, гніздувальна популяція існувала в Інсбруку та Відні між 1978 і 2000 роками |            |

## Ряд Горобцеподібні (Passeriformes)
Переважно дрібні і середньої величини птахи, що значно різняться за зовнішнім виглядом, способом життя, умовами проживання і способами добування їжі. Поширені по всьому світу. Відомо близько 5400 видів, з них на території Австрії зафіксовано 169 видів.

### Родина Сорокопудові (Laniidae)
| Українська назва                    | Німецька назва     | Латинська назва    | Автор таксона              | Статус МСОП | Поширення в Австрії                                   | Зображення |
| Ряд: Горобцеподібні (Passeriformes) |                    |                    |                            |             |                                                       |            |
| Родина: Сорокопудові (Laniidae)     |                    |                    |                            |             |                                                       |            |
| Сорокопуд терновий                  | Neuntöter          | Lanius collurio    | Linnaeus, 1758             | LC          | досить поширений                                      |            |
| Сорокопуд рудохвостий               | Isabellwürger      | Lanius isabellinus | Hemprich & Ehrenberg, 1833 | LC          | рідкісний залітний                                    |            |
| Сорокопуд чорнолобий                | Schwarzstirnwürger | Lanius minor       | Gmelin, 1788               | LC          | рідкісні гніздування у Зеевінкелі та південній Штирії |            |
| Сорокопуд сірий                     | Raubwürger         | Lanius excubitor   | Linnaeus, 1758             | LC          | фрагментарний ареал                                   |            |
| Сорокопуд червоноголовий            | Rotkopfwürger      | Lanius senator     | Linnaeus, 1758             | LC          | фрагментарно поширений, у багатьох районах вимер      |            |

### Родина Вивільгові (Oriolidae)
| Українська назва                    | Німецька назва | Латинська назва | Автор таксона  | Статус МСОП | Поширення в Австрії          | Зображення |
| Ряд: Горобцеподібні (Passeriformes) |                |                 |                |             |                              |            |
| Родина: Вивільгові (Oriolidae)      |                |                 |                |             |                              |            |
| Вивільга звичайна                   | Pirol          | Oriolus oriolus | Linnaeus, 1758 | LC          | досить поширений на рівнинах |            |

### Родина Воронові (Corvidae)
| Українська назва                    | Німецька назва | Латинська назва         | Автор таксона    | Статус МСОП | Поширення в Австрії                              | Зображення |
| Ряд: Горобцеподібні (Passeriformes) |                |                         |                  |             |                                                  |            |
| Родина: Воронові (Corvidae)         |                |                         |                  |             |                                                  |            |
| Сойка                               | Eichelhäher    | Garrulus glandarius     | Linnaeus, 1758   | LC          | досить поширений                                 |            |
| Сорока звичайна                     | Elster         | Pica pica               | Linnaeus, 1758   | LC          | досить поширений                                 |            |
| Горіхівка                           | Tannenhäher    | Nucifraga caryocatactes | Linnaeus, 1758   | LC          | досить поширений у хвойних лісах                 |            |
| Галка червонодзьоба                 | Alpenkrähe     | Pyrrhocorax pyrrhocorax | Linnaeus, 1758   | LC          | рідкісні залітні птахи                           |            |
| Галка альпійська                    | Alpendohle     | Pyrrhocorax graculus    | Linnaeus, 1758   | LC          | поширений в Альпах                               |            |
| Галка                               | Dohle          | Corvus monedula         | Linnaeus, 1758   | LC          | досить поширений                                 |            |
| Грак                                | Saatkrähe      | Corvus frugilegus       | Linnaeus, 1758   | LC          | поширений птах                                   |            |
| Ворона чорна                        | Rabenkrähe     | Corvus corone           | Linnaeus, 1758   | LC          | осілий гніздовий птах                            |            |
| Ворона сіра                         | Nebelkrähe     | Corvus cornix           | (Linnaeus, 1758) | LC          | досить поширений на сході країни                 |            |
| Крук                                | Kolkrabe       | Corvus corax            | Linnaeus, 1758   | LC          | поширений в Альпах, на решті території рідкісний |            |

### Родина Омелюхові (Bombycillidae)
| Українська назва                    | Німецька назва | Латинська назва     | Автор таксона  | Статус МСОП | Поширення в Австрії            | Зображення |
| Ряд: Горобцеподібні (Passeriformes) |                |                     |                |             |                                |            |
| Родина: Омелюхові (Bombycillidae)   |                |                     |                |             |                                |            |
| Омелюх звичайний                    | Seidenschwanz  | Bombycilla garrulus | Linnaeus, 1758 | LC          | численний птах під час зимівлі |            |

### Родина Синицеві (Paridae)
| Українська назва                    | Німецька назва | Латинська назва       | Автор таксона     | Статус МСОП | Поширення в Австрії                             | Зображення |
| Ряд: Горобцеподібні (Passeriformes) |                |                       |                   |             |                                                 |            |
| Родина: Синицеві (Paridae)          |                |                       |                   |             |                                                 |            |
| Синиця чорна                        | Tannenmeise    | Parus ater            | Linnaeus, 1758    | LC          | досить поширений по всій країні                 |            |
| Синиця чубата                       | Haubenmeise    | Lophophanes cristatus | Linnaeus, 1758    | LC          | досить поширений по всій країні                 |            |
| Гаїчка болотяна                     | Sumpfmeise     | Poecile palustris     | Linnaeus, 1758    | LC          | досить поширений у низовині                     |            |
| Гаїчка-пухляк                       | Weidenmeise    | Poecile montanus      | Baldenstein, 1827 | LC          | досить поширений                                |            |
| Синиця блакитна                     | Blaumeise      | Parus caeruleus       | Linnaeus, 1758    | LC          | широко поширений на всій країні, до 500 тис пар |            |
| Синиця біла                         | Lasurmeise     | Parus cyanus          | (Pallas, 1770)    | LC          | рідкісний бродяга                               |            |
| Синиця велика                       | Kohlmeise      | Parus major           | Linnaeus, 1758    | LC          | широко поширений по всій країні                 |            |

### Родина Ремезові (Remizidae)
| Українська назва                    | Німецька назва | Латинська назва  | Автор таксона  | Статус МСОП | Поширення в Австрії                       | Зображення |
| Ряд: Горобцеподібні (Passeriformes) |                |                  |                |             |                                           |            |
| Родина: Ремезові (Remizidae)        |                |                  |                |             |                                           |            |
| Ремез                               | Beutelmeise    | Remiz pendulinus | Linnaeus, 1758 | LC          | досить поширений фрагментарно, перелітний |            |

### Родина Вусаті синиці (Panuridae)
| Українська назва                    | Німецька назва | Латинська назва   | Автор таксона  | Статус МСОП | Поширення в Австрії                                    | Зображення |
| Ряд: Горобцеподібні (Passeriformes) |                |                   |                |             |                                                        |            |
| Родина: Вусаті синиці (Panuridae)   |                |                   |                |             |                                                        |            |
| Синиця вусата                       | Bartmeise      | Panurus biarmicus | Linnaeus, 1758 | LC          | район озера Нойзідлер (від 3000 до 6000 гніздових пар) |            |

### Родина Жайворонкові (Alaudidae)
| Українська назва                    | Німецька назва       | Латинська назва            | Автор таксона    | Статус МСОП | Поширення в Австрії                               | Зображення |
| Ряд: Горобцеподібні (Passeriformes) |                      |                            |                  |             |                                                   |            |
| Родина: Жайворонкові (Alaudidae)    |                      |                            |                  |             |                                                   |            |
| Жайворонок лісовий                  | Heidelerche          | Lullula arborea            | Linnaeus, 1758   | LC          | помірно поширений у низовині (700-900 особин)     |            |
| Жайворонок білокрилий               | Weißflügellerche     | Melanocorypha leucoptera   | Pallas, 1811     | LC          | рідкісний залітний                                |            |
| Жайворонок польовий                 | Feldlerche           | Alauda arvensis            | Linnaeus, 1758   | LC          | поширений по всій країні                          |            |
| Посмітюха                           | Haubenlerche         | Galerida cristata          | Linnaeus, 1758   | LC          | фрагментарне поширення на сході та півночі країни |            |
| Жайворонок рогатий                  | Ohrenlerche          | Eremophila alpestris       | Linnaeus, 1758   | LC          | нерегулярний зимовий гість                        |            |
| Жайворонок малий                    | Kurzzehenlerche      | Calandrella brachydactyla  | Leisler, 1814    | LC          | регулярний мігрант                                |            |
| Жайворонок двоплямистий             | Bergkalanderlerche   | Melanocorypha bimaculata   | Menetries, 1832  | LC          | рідкісний залітний                                |            |
| Жайворонок степовий                 | Kalanderlerche       | Melanocorypha calandra     | Linnaeus, 1766   | LC          | рідкісний залітний                                |            |
| Жайворонок чорний                   | Schwarzsteppenlerche | Melanocorypha yeltoniensis | (Forster, 1768)  | LC          | рідкісний бродяга                                 |            |
| Жайворонок сірий                    | Stummellerche        | Calandrella rufescens      | (Vieillot, 1820) | LC          | рідкісний бродяга                                 |            |

### Родина Ластівкові (Hirundinidae)
| Українська назва                    | Німецька назва | Латинська назва        | Автор таксона   | Статус МСОП | Поширення в Австрії   | Зображення |
| Ряд: Горобцеподібні (Passeriformes) |                |                        |                 |             |                       |            |
| Родина: Ластівкові (Hirundinidae)   |                |                        |                 |             |                       |            |
| Ластівка берегова                   | Uferschwalbe   | Riparia riparia        | Linnaeus, 1758  | LC          | досить поширений      |            |
| Ластівка сільська                   | Rauchschwalbe  | Hirundo rustica        | Linnaeus, 1758  | LC          | повсюдно              |            |
| Білозорка річкова                   | Felsenschwalbe | Ptyonoprogne rupestris | (Scopoli, 1769) | LC          | в альпійських районах |            |
| Ластівка міська                     | Mehlschwalbe   | Delichon urbicum       | Linnaeus, 1758  | LC          | повсюдно              |            |
| Ластівка даурська                   | Rötelschwalbe  | Cecropis daurica       | Linnaeus, 1771  | LC          | регулярний бродяга    |            |

### Родина Cettiidae
| Українська назва                    | Німецька назва | Латинська назва | Автор таксона    | Статус МСОП | Поширення в Австрії | Зображення |
| Ряд: Горобцеподібні (Passeriformes) |                |                 |                  |             |                     |            |
| Родина: Cettiidae                   |                |                 |                  |             |                     |            |
| Очеретянка середземноморська        | Seidensänger   | Cettia cetti    | (Temminck, 1820) | LC          | рідкісний бродяга   |            |

### Родина Довгохвостосиницеві (Aegithalidae)
| Українська назва                           | Німецька назва | Латинська назва     | Автор таксона  | Статус МСОП | Поширення в Австрії             | Зображення |
| Ряд: Горобцеподібні (Passeriformes)        |                |                     |                |             |                                 |            |
| Родина: Довгохвостосиницеві (Aegithalidae) |                |                     |                |             |                                 |            |
| Синиця довгохвоста                         | Schwanzmeise   | Aegithalos caudatus | Linnaeus, 1758 | LC          | досить поширений по всій країні |            |

### Родина Вівчарикові (Phylloscopidae)
| Українська назва                     | Німецька назва          | Латинська назва           | Автор таксона    | Статус МСОП | Поширення в Австрії                                   | Зображення |
| Ряд: Горобцеподібні (Passeriformes)  |                         |                           |                  |             |                                                       |            |
| Родина: Вівчарикові (Phylloscopidae) |                         |                           |                  |             |                                                       |            |
| Вівчарик жовтобровий                 | Waldlaubsänger          | Phylloscopus sibilatrix   | Bechstein, 1793  | LC          | поширений перелітний гніздовий птах, крім високогір'я |            |
| Вівчарик світлочеревий               | Berglaubsänger          | Phylloscopus bonelli      | (Vieillot, 1819) | LC          | розмножується в Альпах                                |            |
| Вівчарик лісовий                     | Gelbbrauen-Laubsänger   | Phylloscopus inornatus    | Blyth, 1842      | LC          | нерегулярний гість                                    |            |
| Вівчарик золотомушковий              | Goldhähnchen-Laubsänger | Phylloscopus proregulus   | (Pallas, 1811)   | LC          | рідкісний бродяга з Сибіру                            |            |
| Вівчарик бурий                       | Dunkellaubsänger        | Phylloscopus fuscatus     | Blyth, 1842      | LC          | випадковий бродяга                                    |            |
| Вівчарик весняний                    | Fitis                   | Phylloscopus trochilus    | Linnaeus, 1758   | LC          | поширений перелітний гніздовий птах                   |            |
| Вівчарик-ковалик                     | Zilpzalp                | Phylloscopus collybita    | (Vieillot, 1817) | LC          | поширений перелітний гніздовий птах                   |            |
| Вівчарик зелений                     | Grünlaubsänger          | Phylloscopus trochiloides | Sundevall, 1837  | LC          | нерегулярний бродяга                                  |            |

### Родина Очеретянкові (Acrocephalidae)
| Українська назва                      | Німецька назва     | Латинська назва            | Автор таксона      | Статус МСОП | Поширення в Австрії                                  | Зображення |
| Ряд: Горобцеподібні (Passeriformes)   |                    |                            |                    |             |                                                      |            |
| Родина: Очеретянкові (Acrocephalidae) |                    |                            |                    |             |                                                      |            |
| Очеретянка велика                     | Drosselrohrsänger  | Acrocephalus arundinaceus  | Linnaeus, 1758     | LC          | локально поширений вид                               |            |
| Очеретянка тонкодзьоба                | Mariskenrohrsänger | Acrocephalus melanopogon   | (Temminck, 1823)   | LC          | нечисленні гніздування на сході країни               |            |
| Очеретянка прудка                     | Seggenrohrsänger   | Acrocephalus paludicola    | Vieillot, 1817     | VU          | нерегулярний гість, колишній гніздовий птах          |            |
| Очеретянка лучна                      | Schilfrohrsänger   | Acrocephalus schoenobaenus | Linnaeus, 1758     | LC          | поширений нерівномірно по всій країні                |            |
| Очеретянка індійська                  | Feldrohrsänger     | Acrocephalus agricola      | Jerdon, 1845       | LC          | рідкісний залітний                                   |            |
| Очеретянка садова                     | Buschrohrsänger    | Acrocephalus dumetorum     | Blyth, 1849        | LC          | рідкісний мігрант                                    |            |
| Очеретянка ставкова                   | Teichrohrsänger    | Acrocephalus scirpaceus    | Hermann, 1804      | LC          | досить поширений                                     |            |
| Очеретянка чагарникова                | Sumpfrohrsänger    | Acrocephalus palustris     | Linnaeus, 1758     | LC          | широко поширений і звичайний гніздовий і літній птах |            |
| Берестянка мала                       | Buschspötter       | Hippolais caligata         | Lichtenstein, 1823 | LC          | рідкісний залітний                                   |            |
| Берестянка південна                   | Steppenspötter     | Iduna rama                 | (Sykes, 1832)      | LC          | рідкісний залітний                                   |            |
| Берестянка багатоголоса               | Orpheusspötter     | Hippolais polyglotta       | (Vieillot, 1817)   | LC          | нерегулярний гість, рідкісний гніздовий птах         |            |
| Берестянка звичайна                   | Gelbspötter        | Hippolais icterina         | Vieillot, 1817     | LC          | досить поширений                                     |            |

### Родина Кобилочкові (Locustellidae)
| Українська назва                    | Німецька назва | Латинська назва         | Автор таксона  | Статус МСОП | Поширення в Австрії                                                                                         | Зображення |
| Ряд: Горобцеподібні (Passeriformes) |                |                         |                |             | |            |
| Родина: Кобилочкові (Locustellidae) |                |                         |                |             | |            |
| Кобилочка річкова                   | Schlagschwirl  | Locustella fluviatilis  | Wolf, 1810     | LC          | досить поширений, переважно на сході, від 4000 до 8000 пар.                                                 |            |
| Кобилочка-цвіркун                   | Feldschwirl    | Locustella naevia       | Boddaert, 1783 | LC          | поширений перелітний гніздовий птах                                                                         |            |
| Кобилочка солов'їна                 | Rohrschwirl    | Locustella luscinioides | Savi, 1824     | LC          | звичайний, локально поширений гніздовий і літній птах, налічується приблизно від 1700 до 2400 гніздових пар |            |

### Родина Тамікові (Cisticolidae)
| Українська назва                    | Німецька назва | Латинська назва    | Автор таксона      | Статус МСОП | Поширення в Австрії | Зображення |
| Ряд: Горобцеподібні (Passeriformes) |                |                    |                    |             |                     |            |
| Родина: Тамікові (Cisticolidae)     |                |                    |                    |             |                     |            |
| Таміка віялохвоста                  | Zistensänger   | Cisticola juncidis | (Rafinesque, 1810) | LC          | випадковий бродяга  |            |

### Родина Кропив'янкові (Sylviidae)
| Українська назва                    | Німецька назва     | Латинська назва      | Автор таксона              | Статус МСОП | Поширення в Австрії                 | Зображення |
| Ряд: Горобцеподібні (Passeriformes) |                    |                      |                            |             |                                     |            |
| Родина: Кропив'янкові (Sylviidae)   |                    |                      |                            |             |                                     |            |
| Кропив'янка чорноголова             | Mönchsgrasmücke    | Sylvia atricapilla   | Linnaeus, 1758             | LC          | звичайний гніздовий птах            |            |
| Кропив'янка садова                  | Gartengrasmücke    | Sylvia borin         | Boddaert, 1783             | LC          | поширений перелітний гніздовий птах |            |
| Кропив'янка рябогруда               | Sperbergrasmücke   | Sylvia nisoria       | Bechstein, 1795            | LC          | поширений на сході країни           |            |
| Кропив'янка прудка                  | Klappergrasmücke   | Sylvia curruca       | Linnaeus, 1758             | LC          | поширений перелітний гніздовий птах |            |
| Кропив'янка співоча                 | Orpheusgrasmücke   | Sylvia hortensis     | (Gmelin, 1789)             | LC          | рідкісний бродяга                   |            |
| Кропив'янка пустельна               | Wüstengrasmücke    | Sylvia nana          | Hemprich & Ehrenberg, 1833 | LC          | рідкісний бродяга                   |            |
| Кропив'янка сіра                    | Dorngrasmücke      | Sylvia communis      | Latham, 1787               | LC          | поширений перелітний гніздовий птах |            |
| Кропив'янка червоновола             | Weißbart-Grasmücke | Sylvia cantillans    | Pallas, 1764               | LC          | Залітний                            |            |
| Кропив'янка середземноморська       | Samtkopf-Grasmücke | Sylvia melanocephala | (Gmelin, 1789              | LC          | рідкісний бродяга                   |            |

### Родина Золотомушкові (Regulidae)
| Українська назва                    | Німецька назва     | Латинська назва      | Автор таксона  | Статус МСОП | Поширення в Австрії   | Зображення |
| Ряд: Горобцеподібні (Passeriformes) |                    |                      |                |             |                       |            |
| Родина: Золотомушкові (Regulidae)   |                    |                      |                |             |                       |            |
| Золотомушка жовточуба               | Wintergoldhähnchen | Regulus regulus      | Linnaeus, 1758 | LC          | поширений осілий птах |            |
| Золотомушка червоночуба             | Sommergoldhähnchen | Regulus ignicapillus | Temminck, 1820 | LC          | досить поширений      |            |

### Родина Воловоочкові (Troglodytidae)
| Українська назва                     | Німецька назва | Латинська назва         | Автор таксона  | Статус МСОП | Поширення в Австрії | Зображення |
| Ряд: Горобцеподібні (Passeriformes)  |                |                         |                |             |                     |            |
| Родина: Воловоочкові (Troglodytidae) |                |                         |                |             |                     |            |
| Волове очко                          | Zaunkönig      | Troglodytes troglodytes | Linnaeus, 1758 | LC          | повсюдно            |            |

### Родина Повзикові (Sittidae)
| Українська назва                    | Німецька назва | Латинська назва | Автор таксона  | Статус МСОП | Поширення в Австрії                                    | Зображення |
| Ряд: Горобцеподібні (Passeriformes) |                |                 |                |             |                                                        |            |
| Родина: Повзикові (Sittidae)        |                |                 |                |             |                                                        |            |
| Повзик звичайний                    | Kleiber        | Sitta europaea  | Linnaeus, 1758 | LC          | досить поширений, від 300 000 до 500 000 гніздових пар |            |

### Родина Стінолазові (Tichodromidae)
| Українська назва                    | Німецька назва | Латинська назва    | Автор таксона  | Статус МСОП | Поширення в Австрії                    | Зображення |
| Ряд: Горобцеподібні (Passeriformes) |                |                    |                |             |                                        |            |
| Родина: Стінолазові (Tichodromidae) |                |                    |                |             |                                        |            |
| Стінолаз                            | Mauerläufer    | Tichodroma muraria | Linnaeus, 1766 | LC          | досить поширений в гірській місцевості |            |

### Родина Підкоришникові (Certhiidae)
| Українська назва                    | Німецька назва   | Латинська назва       | Автор таксона  | Статус МСОП | Поширення в Австрії    | Зображення |
| Ряд: Горобцеподібні (Passeriformes) |                  |                       |                |             |                        |            |
| Родина: Підкоришникові (Certhiidae) |                  |                       |                |             |                        |            |
| Підкоришник звичайний               | Waldbaumläufer   | Certhia familiaris    | Linnaeus, 1758 | LC          | досить поширений       |            |
| Підкоришник короткопалий            | Gartenbaumläufer | Certhia brachydactyla | Brehm, 1820    | LC          | фрагментарно поширений |            |

### Родина Шпакові (Sturnidae)
| Українська назва                    | Німецька назва | Латинська назва  | Автор таксона  | Статус МСОП | Поширення в Австрії          | Зображення |
| Ряд: Горобцеподібні (Passeriformes) |                |                  |                |             |                              |            |
| Родина: Шпакові (Sturnidae)         |                |                  |                |             |                              |            |
| Шпак рожевий                        | Rosenstar      | Sturnus roseus   | Linnaeus, 1758 | LC          | залітний                     |            |
| Шпак звичайний                      | Star           | Sturnus vulgaris | Linnaeus, 1758 | LC          | досить поширений осілий птах |            |

### Родина Дроздові (Turdidae)
| Українська назва                    | Німецька назва     | Латинська назва    | Автор таксона    | Статус МСОП | Поширення в Австрії                | Зображення |
| Ряд: Горобцеподібні (Passeriformes) |                    |                    |                  |             |                                    |            |
| Родина: Дроздові (Turdidae)         |                    |                    |                  |             |                                    |            |
| Квічаль тайговий                    | Erddrossel         | Zoothera aurea     | (Holandre, 1825) | LC          | рідкісний залітний з Сибіру        |            |
| Дрізд співочий                      | Singdrossel        | Turdus philomelos  | Brehm, 1831      | LC          | повсюдно                           |            |
| Дрізд-омелюх                        | Misteldrossel      | Turdus viscivorus  | Linnaeus, 1758   | LC          | досить поширений осілий птах       |            |
| Дрізд білобровий                    | Rotdrossel         | Turdus iliacus     | Linnaeus, 1766   | NT          | звичайний на зимівлі               |            |
| Дрізд чорний                        | Amsel              | Turdus merula      | Linnaeus, 1758   | LC          | дуже поширений осілий птах         |            |
| Чикотень                            | Wacholderdrossel   | Turdus pilaris     | Linnaeus, 1758   | LC          | звичайний гніздовий птах           |            |
| Дрізд гірський                      | Ringdrossel        | Turdus torquatus   | Linnaeus, 1758   | LC          | досит поширений у гірських районах |            |
| Дрізд чорноволий                    | Schwarzkehldrossel | Turdus atrogularis | Jarocki, 1819    | LC          | рідкісний залітний                 |            |
| Дрізд Наумана                       | Naumanndrossel     | Turdus naumanni    | Temminck, 1820   | LC          | рідкісний залітний                 |            |
| Дрізд темний                        | Rostflügeldrossel  | Turdus eunomus     | Temminck, 1831   | LC          | рідкісний залітний                 |            |
| Дрізд мандрівний                    | Wanderdrossel      | Turdus migratorius | Brehm, 1831      | LC          | залітний з Америки                 |            |

### Родина Мухоловкові (Muscicapidae)
| Українська назва                    | Німецька назва            | Латинська назва         | Автор таксона    | Статус МСОП | Поширення в Австрії                                                  | Зображення |
| Ряд: Горобцеподібні (Passeriformes) |                           |                         |                  |             |                                                                      |            |
| Родина: Мухоловкові (Muscicapidae)  |                           |                         |                  |             |                                                                      |            |
| Мухоловка сіра                      | Grauschnäpper             | Muscicapa striata       | Pallas, 1764     | LC          | досить поширений гніздовий птах                                      |            |
| Вільшанка                           | Rotkehlchen               | Erithacus rubecula      | Linnaeus, 1758   | LC          | досить поширений осілий птах, 700 000-1 400 000 гніздових пар        |            |
| Синьошийка                          | Blaukehlchen              | Luscinia svecica        | Linnaeus, 1758   | LC          | розмножується в Альпах                                               |            |
| Соловейко східний                   | Sprosser                  | Luscinia luscinia       | Linnaeus, 1758   | LC          | гніздився у 18 столітті в заплавах Дунаю, зараз лише залітний        |            |
| Соловейко західний                  | Nachtigall                | Luscinia megarhynchos   | Brehm, 1831      | LC          |                                                                      |            |
| Мухоловка мала                      | Zwergschnäpper            | Ficedula parva          | Bechstein, 1792  | LC          | невеликі популяції на сході країни                                   |            |
| Мухоловка кавказька                 | Halbringschnäpper         | Ficedula semitorquata   | (Homeyer, 1885)  | LC          | випадковий мігрант                                                   |            |
| Мухоловка строката                  | Trauerschnäpper           | Ficedula hypoleuca      | Pallas, 1764     | LC          | досить поширений                                                     |            |
| Мухоловка білошия                   | Halsbandschnäpper         | Ficedula albicollis     | Temminck, 1815   | LC          | досить поширений                                                     |            |
| Горихвістка чорна                   | Hausrotschwanz            | Phoenicurus ochruros    | Gmelin, 1774     | LC          | розмножується по всій країні (100-200 тис гніздових пар), перелітний |            |
| Горихвістка звичайна                | Gartenrotschwanz          | Phoenicurus phoenicurus | Linnaeus, 1758   | LC          | досить поширений перелітний гніздовий птах, але всюди нечисленний    |            |
| Скеляр строкатий                    | Steinrötel                | Monticola saxatilis     | (Linnaeus, 1766) | LC          | є дуже рідкісним гніздовим птахом в Альпах                           |            |
| Скеляр синій                        | Blaumerle                 | Monticola solitarius    | (Linnaeus, 1758) | LC          | рідкісний залітний                                                   |            |
| Трав'янка лучна                     | Braunkehlchen             | Saxicola rubetra        | Linnaeus, 1758   | LC          | досить поширений влітку, 2200-3500 гніздових пар (2008-2012)         |            |
| Трав'янка європейська               | Schwarzkehlchen           | Saxicola rubicola       | Linnaeus, 1766   | LC          | поширений перелітний гніздовий птах                                  |            |
| Трав'янка білошия                   | Pallasschwarzkehlchen     | Saxicola maurus         | (Pallas, 1773)   | LC          | рідкісний залітний з Сибіру                                          |            |
| Кам'янка звичайна                   | Steinschmätzer            | Oenanthe oenanthe       | Linnaeus, 1758   | LC          | досить поширений у гірських районах                                  |            |
| Кам'янка попеляста                  | Isabellsteinschmätzer     | Oenanthe isabellina     | Temminck, 1829   | LC          | рідкісний залітний                                                   |            |
| Кам'янка пустельна                  | Wüstensteinschmätzer      | Oenanthe deserti        | Temminck, 1825   | LC          | залітний                                                             |            |
| Кам'янка іспанська                  | Mittelmeer-Steinschmätzer | Oenanthe hispanica      | Linnaeus, 1758   | LC          | залітний                                                             |            |
| Кам'янка лиса                       | Nonnensteinschmätzer      | Oenanthe pleschanka     | Lepechin, 1770   | LC          | рідкісний залітний                                                   |            |

### Родина Пронуркові (Cinclidae)
| Українська назва                    | Німецька назва | Латинська назва | Автор таксона  | Статус МСОП | Поширення в Австрії | Зображення |
| Ряд: Горобцеподібні (Passeriformes) |                |                 |                |             |                     |            |
| Родина: Пронуркові (Cinclidae)      |                |                 |                |             |                     |            |
| Пронурок                            | Wasseramsel    | Cinclus cinclus | Linnaeus, 1758 | LC          | осілий птах у горах |            |

### Родина Горобцеві (Passeridae)
| Українська назва                    | Німецька назва  | Латинська назва        | Автор таксона   | Статус МСОП | Поширення в Австрії                                           | Зображення |
| Ряд: Горобцеподібні (Passeriformes) |                 |                        |                 |             |                                                               |            |
| Родина: Горобцеві (Passeridae)      |                 |                        |                 |             |                                                               |            |
| Горобець хатній                     | Haussperling    | Passer domesticus      | Linnaeus, 1758  | LC          | широко поширений осілий птах, 350.000 – 700.000 гніздових пар |            |
| Горобець польовий                   | Feldsperling    | Passer montanus        | Linnaeus, 1758  | LC          | поширений осілий птах на більшій території                    |            |
| Горобець італійський                | Italiensperling | Passer italiae         | Vieillot, 1817) | VU          | Альпи, Тіроль, південь Каринтії                               |            |
| Горобець скельний                   | Steinsperling   | Petronia petronia      | Linnaeus, 1766  | LC          | вимер в першій половині 20 століття, бродяжний                |            |
| В'юрок сніговий                     | Schneesperling  | Montifringilla nivalis | Linnaeus, 1766  | LC          | в Альпах                                                      |            |

### Родина Тинівкові (Prunellidae)
| Українська назва                    | Німецька назва  | Латинська назва     | Автор таксона  | Статус МСОП | Поширення в Австрії                                                                               | Зображення |
| Ряд: Горобцеподібні (Passeriformes) |                 |                     |                |             |                                                                                                   |            |
| Родина: Тинівкові (Prunellidae)     |                 |                     |                |             |                                                                                                   |            |
| Тинівка альпійська                  | Alpenbraunelle  | Prunella collaris   | Scopoli, 1769  | LC          | в Альпах                                                                                          |            |
| Тинівка сибірська                   | Bergbraunelle   | Prunella montanella | Pallas, 1776   | LC          | рідкісний залітний, спостерігався лише у 2016 році під час безпрецедентної міграції виду в Європу |            |
| Тинівка лісова                      | Heckenbraunelle | Prunella modularis  | Linnaeus, 1758 | LC          | поширений птах                                                                                    |            |

### Родина Плискові (Motacillidae)
| Українська назва                    | Німецька назва | Латинська назва    | Автор таксона  | Статус МСОП | Поширення в Австрії                                               | Зображення |
| Ряд: Горобцеподібні (Passeriformes) |                |                    |                |             |                                                                   |            |
| Родина: Плискові (Motacillidae)     |                |                    |                |             |                                                                   |            |
| Плиска жовта                        | Schafstelze    | Motacilla flava    | Linnaeus, 1758 | LC          | досить поширений                                                  |            |
| Плиска жовтоголова                  | Zitronenstelze | Motacilla citreola | Pallas, 1776   | LC          | залітний, з 1990-х років перші записи про ізольовані гніздування. |            |
| Плиска гірська                      | Gebirgsstelze  | Motacilla cinerea  | Tunstall, 1771 | LC          | досить поширений, переважно у гірських регіонах                   |            |
| Плиска біла                         | Bachstelze     | Motacilla alba     | Linnaeus, 1758 | LC          | повсюдно                                                          |            |
| Щеврик азійський                    | Spornpieper    | Anthus richardi    | Vieillot, 1818 | LC          | нерегулярний гість                                                |            |
| Щеврик польовий                     | Brachpieper    | Anthus campestris  | Linnaeus, 1758 | LC          | фрагментарне поширення, численний під час сезонних міграцій       |            |
| Щеврик лучний                       | Wiesenpieper   | Anthus pratensis   | Linnaeus, 1758 | LC          | поширений по країні                                               |            |
| Щеврик лісовий                      | Baumpieper     | Anthus trivialis   | Linnaeus, 1758 | LC          | повсюдно                                                          |            |
| Щеврик оливковий                    | Waldpieper     | Anthus hodgsoni    | Richmond, 1907 | LC          | рідкісний бродяга                                                 |            |
| Щеврик червоногрудий                | Rotkehlpieper  | Anthus cervinus    | Linnaeus, 1758 | LC          | регулярний бродяга                                                |            |
| Щеврик гірський                     | Bergpieper     | Anthus spinoletta  | Linnaeus, 1758 | LC          | в Альпах та передгір'ях                                           |            |
| Щеврик острівний                    | Strandpieper   | Anthus petrosus    | Montagu, 1798  | LC          | залітний                                                          |            |

### Родина В'юркові (Fringillidae)
| Українська назва                    | Німецька назва       | Латинська назва               | Автор таксона             | Статус МСОП | Поширення в Австрії                     | Зображення |
| Ряд: Горобцеподібні (Passeriformes) |                      |                               |                           |             |                                         |            |
| Родина: В'юркові (Fringillidae)     |                      |                               |                           |             |                                         |            |
| Зяблик                              | Buchfink             | Fringilla coelebs             | Linnaeus, 1758            | LC          | повсюдно, частково перелітний           |            |
| В'юрок                              | Bergfink             | Fringilla montifringilla      | Linnaeus, 1758            | LC          | звичайний під час зимівлі               |            |
| Костогриз                           | Kernbeißer           | Coccothraustes coccothraustes | Linnaeus, 1758            | LC          | досить поширений                        |            |
| Смеречник                           | Hakengimpel          | Pinicola enucleator           | (Linnaeus, 1758)          | LC          | рідкісний бродяга                       |            |
| Снігур                              | Gimpel               | Pyrrhula pyrrhula             | Linnaeus, 1758            | LC          | поширений осілий птах                   |            |
| Снігар туркменський                 | Wüstengimpel         | Bucanetes githagineus         | (Lichtenstein, MHC, 1823) | LC          | рідкісний бродяга                       |            |
| Чечевиця звичайна                   | Karmingimpel         | Carpodacus erythrinus         | Pallas, 1770              | LC          | фрагментарне поширення                  |            |
| Зеленяк                             | Grünfink             | Carduelis chloris             | Linnaeus, 1758            | LC          | широко поширений осілий птах            |            |
| Чечітка гірська                     | Berghänfling         | Linaria flavirostris          | Linnaeus, 1758            | LC          | зимовий гість                           |            |
| Коноплянка                          | Bluthänfling         | Acanthis cannabina            | Linnaeus, 1758            | LC          | поширений по всій країні, але зникаючий |            |
| Чечітка звичайна                    | Taigabirkenzeisig    | Carduelis flammea             | (Linnaeus, 1758)          | LC          | нерегулярний гість                      |            |
| Чечітка мала                        | Alpenbirkenzeisig    | Carduelis cabaret             | (Müller, 1776)            | LC          | поширений осілий птах в горах           |            |
| Чечітка біла                        | Polarbirkenzeisig    | Carduelis hornemanni          | (Holböll, 1843)           | LC          | зимовий гість                           |            |
| Шишкар сосновий                     | Kiefernkreuzschnabel | Loxia pytyopsittacus          | Borkhausen, 1793          | LC          | залітний                                |            |
| Шишкар ялиновий                     | Fichtenkreuzschnabel | Loxia curvirostra             | Linnaeus, 1758            | LC          | повсюдно у хвойних лісах                |            |
| Шишкар білокрилий                   | Bindenkreuzschnabel  | Loxia leucoptera              | Gmelin, 1789              | LC          | рідкісний мігрант                       |            |
| Щиглик                              | Stieglitz            | Carduelis carduelis           | Linnaeus, 1758            | LC          | поширений осілий птах                   |            |
| Чиж цитриновий                      | Zitronenzeisig       | Carduelis citrinella          | (Pallas, 1764)            | LC          | поширений в горах                       |            |
| Щедрик                              | Girlitz              | Serinus serinus               | Linnaeus, 1766            | LC          | поширений перелітний птах               |            |
| Чиж                                 | Erlenzeisig          | Spinus spinus                 | Linnaeus, 1758            | LC          | досить поширений                        |            |

### Родина Подорожникові (Calcariidae)
| Українська назва                    | Німецька назва | Латинська назва       | Автор таксона  | Статус МСОП | Поширення в Австрії | Зображення |
| Ряд: Горобцеподібні (Passeriformes) |                |                       |                |             |                     |            |
| Родина: Calcariidae                 |                |                       |                |             |                     |            |
| Подорожник лапландський             | Spornammer     | Calcarius lapponicus  | Linnaeus, 1758 | LC          | нерегулярний гість  |            |
| Пуночка                             | Schneeammer    | Plectrophenax nivalis | Linnaeus, 1758 | LC          | зимовий гість       |            |

### Родина Вівсянкові (Emberizidae)
| Українська назва                    | Німецька назва | Латинська назва        | Автор таксона     | Статус МСОП | Поширення в Австрії                              | Зображення |
| Ряд: Горобцеподібні (Passeriformes) |                |                        |                   |             |                                                  |            |
| Родина: Вівсянкові (Emberizidae)    |                |                        |                   |             |                                                  |            |
| Просянка                            | Grauammer      | Emberiza calandra      | Linnaeus, 1758    | LC          | досить поширений                                 |            |
| Вівсянка звичайна                   | Goldammer      | Emberiza citrinella    | Linnaeus, 1758    | LC          | широко поширений осілий птах                     |            |
| Вівсянка білоголова                 | Fichtenammer   | Emberiza leucocephalos | Gmelin, 1771      | LC          | Рідкісний залітний з Сибіру                      |            |
| Вівсянка гірська                    | Zippammer      | Emberiza cia           | Linnaeus, 1766    | LC          | поширений у гірських районах, до 1000 гніздувань |            |
| Вівсянка садова                     | Ortolan        | Emberiza hortulana     | Linnaeus, 1758    | LC          | рідкісні гніздування                             |            |
| Вівсянка сивоголова                 | Grauortolan    | Emberiza caesia        | Cretzschmar, 1827 | LC          | незвичайний бродяга навесні і восени             |            |
| Вівсянка городня                    | Zaunammer      | Emberiza cirlus        | Linnaeus, 1766    | LC          | досить поширений                                 |            |
| Вівсянка-крихітка                   | Zwergammer     | Emberiza pusilla       | Pallas, 1776      | LC          | рідкісний під час міграцій                       |            |
| Вівсянка-ремез                      | Waldammer      | Emberiza rustica       | Pallas, 1776      | vu          | рідкісний бродяга                                |            |
| Вівсянка чорноголова                | Kappenammer    | Emberiza melanocephala | Scopoli, 1769     | LC          | залітний з Південної Європи                      |            |
| Вівсянка очеретяна                  | Rohrammer      | Emberiza schoeniclus   | Linnaeus, 1758    | LC          | поширений птах, частково перелітний              |            |